# 国際興業バス

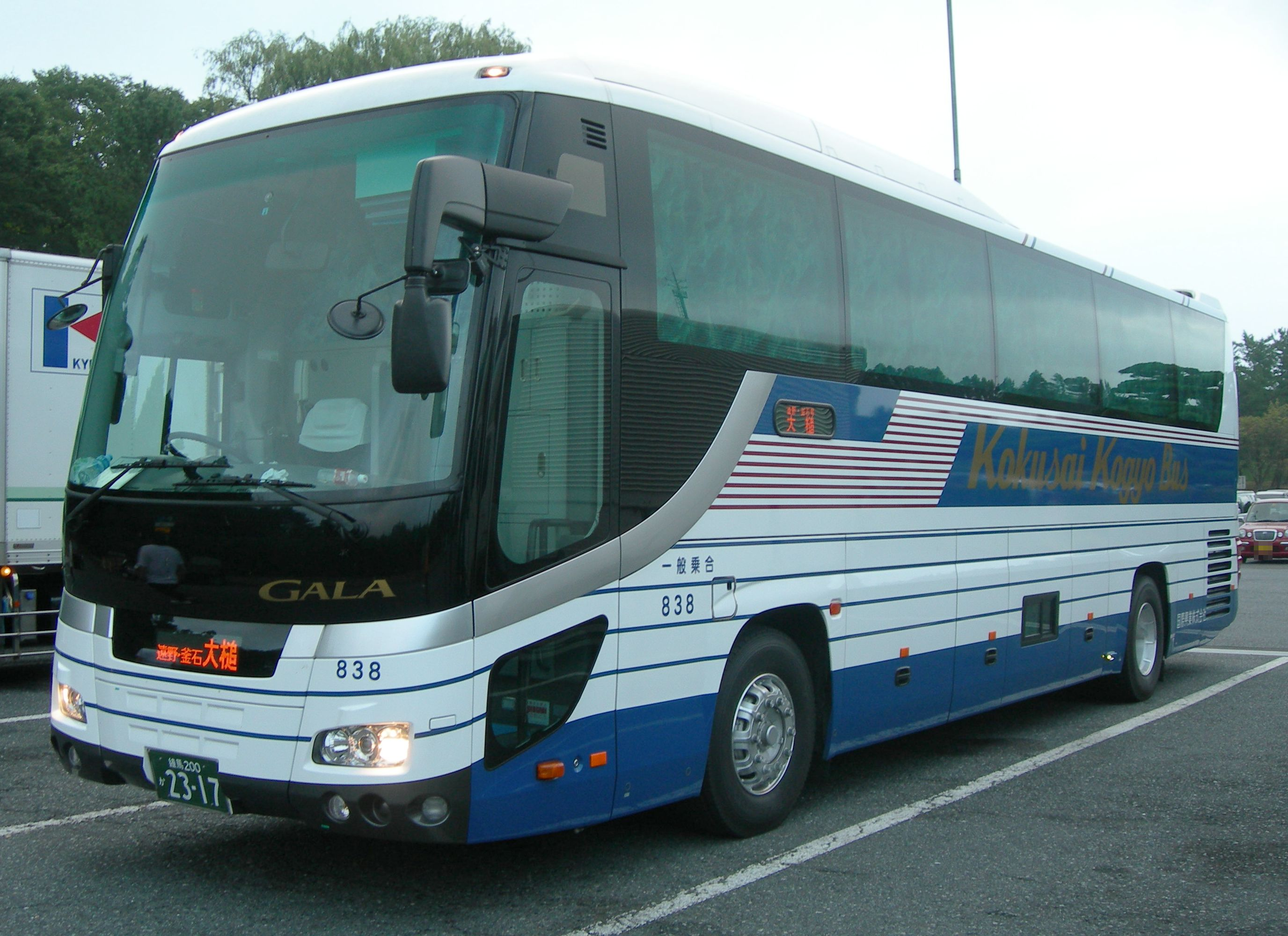
国際興業の高速バス車両

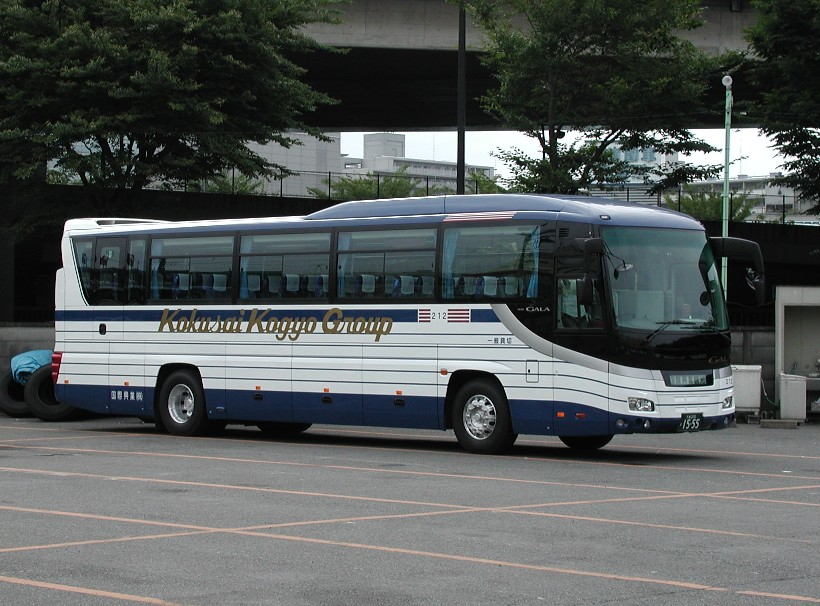
国際興業の観光バス車両
2008年7月に観光バス事業を国際興業観光バスへ移管（写真は移管前のもの）。高速バス車両と塗り分けが若干異なる。

国際興業バス（こくさいこうぎょうバス）は、国際興業が経営するバス事業。東京都および埼玉県内で乗合バス事業を営み、一般路線バス・深夜急行バス・高速バスを運行している。また国際興業観光バスとして貸切バス事業も行っている。
運行エリアの各自治体からコミュニティバスの運行受託も行っており、1994年の朝霞市内循環バスを皮切りに、1990年代後半から浦和市内循環バス（現：さいたま市コミュニティバス）、日高市内循環バス（1996年運行開始、廃止）など、埼玉県内を中心に積極的に展開。2000年代には練馬区バス交通実験（現：「みどりバス」北町ルート）、足立区「はるかぜ」で都内のコミュニティバスに参入、近年では2010年に板橋区「りんりんGO」を受託開始している。

## 概要
乗合バスの営業エリアは以下のとおり（太文字は営業所の所在地の市区町村）。
- 東京都：豊島区、練馬区、板橋区、北区、新宿区、中野区、杉並区、足立区
- 埼玉県：戸田市、川口市、さいたま市（北区・西区を除く）、蕨市、草加市、越谷市、志木市、和光市、朝霞市、新座市
- 埼玉県飯能地域：飯能市、日高市、毛呂山町、東京都青梅市

国際興業バスは、上記地域に10箇所の乗合バス営業所と900台以上の車両を有する大手バス専業事業者である。
毎年冬にはバスファン向けイベント「国際興業バスまつり」を実施している。1990年代には戸田営業所で開催していたが、2004年からはさいたま東営業所へ場所を移転して開催しており、このイベントのために飯能営業所から車両を移動させるなど、ファンサービスにも積極的に取り組んでいる。
国際興業バスのイラストレーターには、2004年から一貫して藤沢チヒロを起用している。

## 沿革

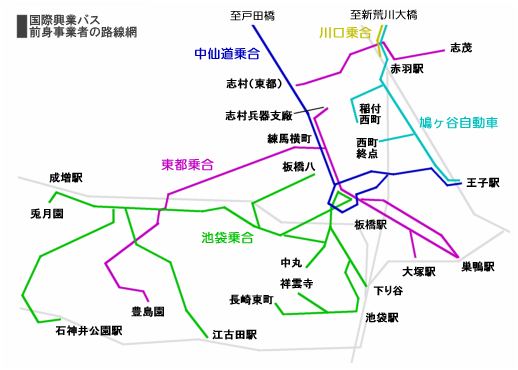
1936年頃の国際興業バス前身事業者の路線網（東京）

国際興業バスは、1946年（昭和21年）に当時の国際商事が、東京急行電鉄（大東急）から、貸切バス事業者の東京観光自動車と、乗合バス事業者の東都乗合自動車を譲受した上で、両社を吸収合併したことで成立したものである。
ここでは主に乗合バスの沿革について、前身となったバス事業者の歴史を含めて記述する。

### 前身事業者の統合

#### 板橋自動車
1919年（大正8年）2月19日、板橋自動車が創業。最初の路線として、巣鴨駅 - 地蔵尊前 - 庚申塚 ‐ 板橋駅を開業した。のちに板橋駅側を志村兵器庫前（現：赤羽車庫付近）まで延伸した。さらに、大塚駅 - 庚申塚、練馬横町 - 上板橋駅 - 豊島園などの路線を開設。1931年（昭和6年）7月5日板橋乗合自動車に商号を変更した。1932年（昭和7年）2月18日に志村（志村坂下） - 赤羽駅 - 志茂七溜（志茂駅付近）間の赤羽乗合自動車商会（1925年（大正14年）3月16日開業）より事業を譲受している。

#### 鳩ヶ谷自動車
埼玉県内では、1916年（大正5年）6月19日 に鳩ヶ谷自動車が創業。最初の路線として、鳩ヶ谷 - 川口駅を開業した。のちに北部を西立野（現：埼玉高速鉄道・戸塚安行駅付近）および風渡野へ延伸。南部では東京都内に出張所を設けた上で、赤羽駅 ‐ 下十条 ‐ 王子駅の路線を開業。さらに新荒川大橋の開通により、川口駅 - 赤羽駅の連絡経路を設定するなど、岩槻街道周辺を中心に路線を拡充。1932年（昭和7年）には越谷・浦和・志木など、現在の国道463号周辺における東西方向へ路線を拡充した。
また、北足立郡青木村（現在の川口市青木地区）を中心に蕨駅、鳩ヶ谷を結ぶ青木自動車が1922年（大正11年）12月15日に開業。1933年（昭和8年）7月16日路線は川口駅まで延伸した が、1935年（昭和10年）9月30日鳩ヶ谷自動車に事業を譲渡して解散した 。
川口駅周辺で営業していた川口乗合自動車 は通称「銀バス」といい1924年（大正13年）9月21日柳元春平が開業。1929年（昭和4年）6月13日合資会社に、1932年（昭和7年）9月25日株式会社にそれぞれ改組して規模を拡大した。東部は千住、西部は笹目経由で、美女木までの路線を有し、川口駅 - 赤羽駅の路線も運行しており、鳩ヶ谷自動車と競合していた。このため鳩ヶ谷自動車は1937年（昭和12年）2月28日、川口乗合自動車を買収 して同社の路線を継承した。
1936年（昭和11年）2月15日、京王電気軌道の傘下に入り、これまでの経営陣が退陣して京王系に入れ替わった。

#### 中仙道乗合自動車
1923年（大正12年）12月、杉野金市が王志乗合自動車商会を創業。当初は王子駅 - 板橋役場 - 戸田橋の路線を運行していた。1932年（昭和7年）1月10日中仙道乗合自動車株式会社に改組された。
中仙道乗合自動車は経営状況が極めて悪かったため、昭和初期に他社への身売りが検討され、東京大宮乗合自動車を買収先として一度は契約が締結された。ところが同社の将来性に着目した東京横浜電鉄社長の五島慶太が割って入り、契約を破棄した。その結果、一転して1936年（昭和11年）8月24日に中仙道乗合自動車は東京横浜電鉄傘下へ収まることとなった。五島は、中仙道乗合自動車を傘下に収めた勢いをそのままに、埼玉県の中山道周辺で競合していた各事業者を次々に合併・買収していった。1936年（昭和11年）10月に浦和駅 - 蕨駅 - 戸田橋、蕨駅 - 笹目で運行していたワラビ自動車（1924年（大正13年）9月13日設立）を買収して事業を吸収。1937年（昭和12年）5月19日に与野町周辺で営業していた与野自動車（1926年（大正15年）2月26日足立自動車として創業。1927年（昭和2年）6月28日与野自動車に改称。）を合併。同年11月には浦和‐美女木間を運行していた美谷本乗合（1930年（昭和5年）2月28日小川周吉が開業）を買収して事業を吸収した。

そして中仙道乗合自動車は1940年（昭和15年）2月16日、池袋乗合自動車を合併した。
池袋乗合自動車 は、池袋駅から成増・石神井方面に向けて交通の結節点を効率よく結んだ路線網を有する優良会社であった。同社は1925年（大正14年）4月15日 大久保暢が池袋 - 成増間を開業させ、1931年（昭和5年）7月20日 西武鉄道社長を務めていた山本源太の手により株式会社化したもの。1937年（昭和12年）9月11日 に東京横浜電鉄の傘下に入っていた。なお、成増 - 石神井（現：石02系統）は、前身である本橋清（石神井乗合自動車商会名義。1930年（昭和5年）10月10日開業）から1934年（昭和9年）1月19日に引き継いだ路線であった。

#### 東都乗合自動車
1935年（昭和10年）8月10日、京王電気軌道と玉川電気鉄道の共同出資により東都乗合自動車を設立。板橋乗合自動車は東都乗合自動車へ全事業を譲渡した。
1938年（昭和13年）4月1日、玉川電気鉄道は東京横浜電鉄へ合併された。これにより東都乗合自動車は東京横浜電鉄の関係会社にもなった。同年4月2日には陸上交通事業調整法が公布、1940年（昭和15年）1月31日には陸運統制令が公布され、鉄道・バス事業者の戦時統合が進む。これにより東京横浜電鉄が統合主体のひとつとなり、1942年（昭和17年）5月1日東京横浜電鉄は京浜電気鉄道と小田急電鉄を合併して東京急行電鉄に改称。いわゆる「大東急」が成立した。
1944年（昭和19年）5月31日、京王電気軌道も東京急行電鉄へ合併され、東都乗合自動車と鳩ヶ谷自動車も東京急行電鉄が継承した。東都乗合自動車は同1944年12月30日、鳩ヶ谷自動車と中仙道乗合自動車の2社を合併した。
東都乗合自動車は以上のようにして、東京都城北地域から、埼玉県中山道・岩槻街道・国道463号周辺に路線を有する事業者となるに至った。

### 国際興業バスの成立
小佐野賢治は自動車産業の将来性に着目し、1940年（昭和15年）5月15日に自動車部品販売会社として第一商会を創業。終戦を経て、1945年（昭和20年）12月20日には国際商事へ社名変更した。小佐野は事業多角化の始めにホテル事業に参入し、次にバス事業への参入を試みた。
1946年（昭和21年）5月15日、国際商事は東京急行電鉄（大東急）から東京観光自動車を譲受し、貸切バス事業に参入した。同年11月19日には東都乗合自動車を同じく東急から譲受し、乗合バス事業へ参入した。これは小佐野と五島の個人的な繋がりによるところが大きく、五島は東急からバス経営のノウハウを持つ社員を多数送り込み、国際興業の事業拡大を支えた。
翌1947年（昭和22年）6月16日、国際興業が設立され国際商事、東京観光自動車ほかホテル3社は同社に事業を譲渡。東都乗合自動車は会社経理応急措置法下の特別経理会社に指定されていたため、この合併に参加できなかったが、指定解除された1950年12月1日に国際興業に合併されて直営となり、国際興業バスが成立した。
なお、国際興業は1949年（昭和24年）にバス路線拡大策として、経営不振に陥っていた武蔵野乗合自動車を買収したが、経営が改善しなかったことと、同社のエリア（調布・三鷹・吉祥寺）が自社の路線網から離れていたこともあり、直系バス事業への参入を目指していた小田急電鉄へ武蔵野乗合自動車を譲渡。同社は1950年（昭和25年）に小田急バスとなった。

### 事業の拡大と成長
戦後の路線拡張は、他の民営各社と同様の道を歩むこととなる。すなわち、都営バスとの共同運行による都心乗り入れ路線に力が注がれた。1947年（昭和22年）には東京駅乗り入れ路線として、大山 - 東京駅降車口、志村橋 - 東京駅降車口が運行開始、続いて上板橋駅 - 東京駅降車口、川口駅 - 赤羽駅 - 東京駅降車口、川口駅 - 浅草 - 東京駅降車口などが相次いで運行を開始した。
また、同じく東急傘下を離脱した関東乗合自動車とは東都乗合自動車時代から交流を深め、1949年（昭和24年）に両社共同管轄の池袋駅 - 中野駅（現：池11）を立ち上げ、1970年代には環状七号線を経由する高円寺駅 - 野方駅 - 赤羽駅（現：赤31）を開設した。さらに東武鉄道・西武自動車のエリアに乗り入れる形で、草加駅・所沢駅方面などにも足を伸ばし、着実にエリアを拡大した。
旧大宮市では、終戦直後に法人化された太平バスを買収した。、また飯能市から旧名栗村にかけての地域を担当していた飯能交通（旧：名栗林材交通）も買収・合併し、1950年代までに現在の営業エリアがほぼ固まった。
路線網を拡張したことで営業所の新設も相次ぎ、1958年（昭和33年）には池袋営業所練馬分車庫と、埼玉県川口市青木町に川口営業所が開設された。練馬分車庫は1962年（昭和37年）に練馬営業所へ昇格、東京都北区稲付町（現・北区赤羽西）にあった旧・川口営業所は志村営業所赤羽出張所へ名称変更され、移転したのちに赤羽営業所へ昇格した。

### 都営共管路線の消滅
1982年（昭和57年）3月29日付で、国際興業の営業エリア内で共存していた都営バス志村営業所が閉鎖された。国際興業では都営バスとの共同運行路線として東55（東京駅 - 浦和駅）などの東京駅乗り入れ路線を運行していたが、1978年10月31日をもって東京駅乗り入れを全て廃止した。しかし、王子駅止まりだった一部路線は国際興業の単独運行へ変更され、王54（王子駅 - 上板橋駅）などは現在でも運行が続いている。
国際興業・都営どちらにも「志村営業所」が存在していたため、国際興業側では「都営志村車庫」と呼称していた。都営バス志村営業所の跡地は現在、警視庁志村警察署の庁舎となっており、目の前には国際興業バスの「三軒家」停留所が存在する。

### 三度の大再編
国際興業バスは、1960年代には埼玉県中南部で圧倒的な地位を確立した。この頃の埼玉県は、東北本線・京浜東北線を軸に東側が東武伊勢崎線、西側が東武東上線で挟まれた地域の輸送を路線バスへ全面依存しており、その中心に位置する戸田営業所・鳩ヶ谷営業所は国際興業の収益を支える「ドル箱」となった。

#### 埼京線の開業に伴う再編
しかし、1985年（昭和60年）9月30日に国鉄埼京線が開通すると、戸田市から浦和市西部にかけての交通形態が一変した。
それまで京浜東北線や都営地下鉄三田線へ向かっていた乗客の大半が埼京線へ流れたため、戸田営業所管内では既存の路線を統廃合し、新設された埼京線の各駅を発着または経由するよう経路変更を実施した。

#### 埼玉高速鉄道線の開業に伴う再編
2001年（平成13年）3月28日に埼玉高速鉄道線（赤羽岩淵駅 - 浦和美園駅）が開業したため、川口・鳩ヶ谷両営業所管内で創設以来となる大規模再編を実施した。乗客が鉄道へ転移すると見込まれたことで本数の大幅削減が実施された系統も少なくなかったが、埼玉高速鉄道の他路線との接続の関係、そして何より埼玉高速鉄道の運賃が高額だったことで、鉄道への転移は予想を下回った。
それどころか路線バスの利用者は減らず、平日朝ラッシュ時には各所で積み残しが発生する事態となり、国際興業にも利用者から「改定後の路線が不便」「本数が少ない」などの苦情が多数寄せられるようになった。結局、国際興業は同年10月に2回目の再編を行い、廃止系統の復活、起終点の延伸、本数の増回を繰り返し実施した。

#### 2003年秋の再編
2003年（平成15年）11月16日には、周辺の鉄道とは関係なく国際興業独自の大規模再編を実施した。この再編は飯能地区を除く東京・埼玉のほぼ全域を対象とした再編で、京浜東北線・埼京線の赤羽駅へ到着する終電と接続し、埼玉方面へ向かう深夜バスの新設を始めた。不採算路線に大鉈を振るい、その分を輸送力が逼迫している路線へ回して増発し、日中を中心とした運行間隔や運行日の均等化、停留所の増設などを行った。
その一方で朝霞地区では、朝霞駅を縦断していた路線は全て分断され（西浦和営業所および湯〜ぐうじょうでの出入庫を除く）、練馬営業所は朝霞地区から撤退、同地区は全て西浦和営業所への所管となった。

### 2000年代以降
路線バス事業における全体としてのスケールメリットは縮小しており、飯能地区（とりわけ名栗方面の路線）の赤字を、それ以外での収益で補うことが難しくなっていった。さらに、2004年（平成16年）から投資ファンド傘下となり、より一層厳しい採算性確保を要求されるようになった。
国際興業は2012年（平成24年）6月、飯能営業所周辺の路線維持について、2014年（平成26年）3月末を目途に、営業所自体の廃止や他社移管、コミュニティバスへの移行なども視野に入れ、地元の飯能市・日高市に社会的な論議を求めるに至った。2014年（平成26年）8月、同年4月1日以降も飯能営業所および路線を存続する旨の協定書を飯能市と締結して合意形成した。

## 年譜
- 1916年（大正5年）6月19日 - 鳩ヶ谷自動車（鳩ヶ谷市）が設立。
- 1919年（大正8年）2月19日 - 板橋自動車が板橋‐巣鴨間を開業、
- 1922年（大正11年）4月5日 - 柏木代八と本橋藤太郎が名栗村で路線開業。
- 1924年（大正13年）
  - 7月28日 - 杉野金市が王子‐戸田橋間を開業（王志乗合自動車商会。1923年12月の説あり）。
  - 9月13日 - ワラビ自動車（蕨市）が設立。浦和駅 - 蕨駅 - 戸田橋間を開業。
  - 9月21日 - 柳元春平が川口駅 - 千住大橋間を開業。
- 1925年（大正14年）
  - 3月16日 - 赤羽乗合自動車商会が志村（志村坂下） - 志茂七溜間を開業。
  - 4月15日 - 大久保暢が池袋 - 成増間で路線開業（池袋乗合自動車商会）。
  - 6月28日 - 青木自動車（現在の川口市）設立。川口 - 戸田 - 美女木間を開業。
- 1926年（大正15年）2月26日 - 足立自動車（与野町）が設立。
- 1927年（昭和2年）6月28日 - 足立自動車、与野自動車と改称。
- 1929年（昭和4年）6月13日 - 川口乗合自動車合資会社が柳元春平の事業を承継して設立。
- 1930年（昭和5年）
  - 2月11日 - 山口泰治が現在のさいたま市大宮区で路線開業。
  - 2月28日 - 小川周吉が浦和 - 美女木間で路線開業（美谷本乗合）。
  - 7月20日 - 池袋乗合自動車が大久保暢の事業を承継して設立。
  - 10月10日 - 本橋清が石神井 - 成増間で路線開業（石神井乗合自動車商会）。
- 1931年（昭和6年）7月5日 - 板橋自動車、板橋乗合自動車に改称。
- 1932年（昭和7年）
  - 1月10日 - 中仙道乗合自動車が杉野金市の事業を承継して設立。
  - 2月18日 - 板橋乗合自動車、赤羽乗合自動車商会より事業を譲受。
- 1933年（昭和8年）5月19日 - 川口乗合自動車株式会社、川口乗合自動車合資会社より事業を継承。
- 1934年（昭和9年）
  - 1月19日 - 池袋乗合自動車、本橋清からバス路線を譲受する。
  - 3月6日 - 小林宇平が、山口泰治より大宮地区のバス路線を譲受する。
- 1935年（昭和10年）
  - 4月27日 - 柏木真八が、柏木代八と本橋藤太郎より名栗地区のバス路線を譲受する。
  - 6月13日 - 富士団体貸切自動車（観光バス会社）が設立。
  - 8月10日 - 京王電気軌道（京王電鉄の母体）と玉川電気鉄道（東急玉川線の母体）が共同で東都乗合自動車を設立し、板橋乗合自動車の路線を承継（一説には5月10日）。
  - 9月30日 - 鳩ヶ谷自動車、青木自動車を買収して事業を吸収。青木自動車は解散。
- 1936年（昭和11年）
  - 1月11日 - 富士団体貸切自動車が東京横浜電鉄の傘下に入る。
  - 2月15日 - 鳩ヶ谷自動車が京王電気軌道の傘下に入る。
  - 4月6日 - 富士団体貸切自動車が東京観光自動車に改称。
  - 8月24日 - 中仙道乗合自動車が東京横浜電鉄の傘下に入る。
  - 10月 - 中仙道乗合自動車がワラビ自動車を買収して事業を吸収、東京横浜電鉄が与野自動車（さいたま市中央区）を傘下に収める。
  - 11月29日 - 鳩ヶ谷自動車が川口乗合自動車の事業を吸収。川口乗合自動車は解散。
- 1937年（昭和12年）
  - 5月19日 - 中仙道乗合自動車が与野自動車を合併。
  - 9月11日 - 東京横浜電鉄は池袋乗合自動車を傘下に収める。
  - 11月 - 中仙道乗合自動車が美谷本乗合（さいたま市南区）を買収して事業を吸収。
- 1938年（昭和13年）4月1日 - 東京横浜電鉄が玉川電気鉄道を合併し、東都乗合自動車は京王・東横両社の関係会社となる。
- 1940年（昭和15年）
  - 2月1日 - 中仙道乗合自動車が池袋乗合自動車を合併。
  - 11月11日 - タクシー会社の飯能乗用貸切自動車が設立される（1952年に飯能自動車へ改称）。
- 1942年（昭和17年） - 東京観光自動車が営業を休止する。
- 1944年（昭和19年）
  - 5月31日 - 東京急行電鉄が京王電気軌道を合併し、東都乗合自動車および鳩ヶ谷自動車を傘下に収める。
  - 12月30日 - 東都乗合自動車が中仙道乗合自動車および鳩ヶ谷自動車を合併。
- 1946年（昭和21年）
  - 5月15日 - 国際商事が東京急行電鉄より東京観光自動車を買収、観光バス事業に進出。東京観光自動車は駐留軍輸送関係を中心に観光バス事業を再開する。
  - 11月19日 - 国際商事が東京急行電鉄より東都乗合自動車を買収、乗合バス事業に進出。
- 1947年（昭和22年）
  - 6月16日 - 国際興業設立。国際商事、東京観光自動車ほかホテル3社は同社へ事業を譲渡。国際興業観光バス発足。
  - 6月25日 - 東都乗合自動車が東京都交通局と協定を結び、都心乗り入れ路線を新設。
- 1950年（昭和25年）12月1日 - 国際興業、東都乗合自動車を合併。国際興業バス発足。
- 1951年（昭和26年）3月15日 - 名栗林材交通（現・飯能市）設立。柏木真八のバス事業を承継。
- 1952年（昭和27年）
  - 1月 - 鳩ヶ谷車庫 - 岩槻駅 - 蓮田駅間を運行開始。
  - 10月 - 警察予備隊（のち自衛隊）の特定輸送事業を開始（1957年（昭和32年）10月終了）。
- 1953年（昭和28年）8月 - 神戸タクシー（神戸市のタクシー会社で、現存する2社の神戸タクシーとは無関係）、観光バス事業を開始
（この時採用したカラーリングが現在の国際興業グループ統一デザインとなっている）。
- 1955年（昭和30年）3月17日 - 太平バス（さいたま市大宮区）設立。小林宇平のバス事業を承継。
- 1956年（昭和31年）9月 - 渉外部新設。米軍バス事業を拡大。
- 1957年（昭和32年）1月10日 - 飯能自動車、名栗林材交通を合併し、飯能交通と改称。
- 1958年（昭和33年）11月22日 - 大阪交通（大阪市のタクシー会社。観光バスも営業）を傘下におさめ、大阪進出。
- 1959年（昭和34年）
  - 3月1日 - 太平バスを買収。
  - 6月1日 - 太平バスを合併、大宮営業所設立。飯能交通を買収。
  - 6月25日 - 神戸タクシーを傘下におさめ、神戸進出。
  - 10月26日 - 飯能交通を合併、飯能営業所・名栗営業所設立。
- 1960年（昭和35年）
  - 1月14日 - 大阪交通、神戸タクシーを合併。
  - 3月30日 - 大阪交通、国際興業を合併し、国際興業と改称。東京に本店を移転。
  - 4月1日 - 帝産オートより川越市の路線を一部を譲受。川越営業所設立。
- 1962年（昭和37年）
  - 4月1日 - ワンマンバスの運行を開始。
  - 8月1日 - 池袋営業所練馬分車庫が練馬営業所として独立し昇格。巣鴨営業所清水町分車庫が赤羽営業所（現代）として昇格。同時に巣鴨営業所が廃止。
- 1964年（昭和39年）10月17日 - 飯能営業所が現在地に移転。同時に名栗営業所の管轄系統・車両・従業員を飯能に集約、名栗は飯能の出張所となる。
- 1965年（昭和40年）12月16日 - 川越営業所志木分車庫設立。
- 1969年（昭和44年）
  - 10月2日 - 東京タワー観光バス（1963年（昭和38年）4月15日設立[注釈 2]）を買収。
  - 11月4日 - 深夜バス・銀座 - 豊玉北二丁目間運行開始（1970年（昭和45年）5月29日廃止）。
- 1970年（昭和45年）11月10日 - 東武鉄道と路線調整。
- 1971年（昭和46年）4月16日 - 戸田営業所設立。
- 1972年（昭和47年）
  - 4月1日 - 東京タワー観光バスを合併。
  - 6月1日 - 山梨交通東京営業所を承継。
- 1973年（昭和48年）4月1日 - 西武バスと路線調整。
- 1977年（昭和52年）9月30日 - 米軍バス事業全廃。
- 1978年（昭和53年）10月31日 - この日を持って東京都交通局との共管路線が消滅、同時に国鉄東京駅から撤退。
- 1986年（昭和61年）12月10日 - 川口（川04）、鳩ヶ谷（西川01）、浦和（浦05）、大宮（大04）の各営業所管内で深夜バスが運行開始。[18]。
- 1988年（昭和63年）7月21日 - 国際興業初の夜行高速バス・東京駅八重洲南口 - 盛岡駅線（現・ドリーム盛岡 (らくちん) 号）、運行開始。
- 1989年（平成元年）12月13日 - 深夜急行バス（池袋駅西口 - 大宮駅東口）が運行開始。
- 1993年（平成5年）3月16日 - 川越営業所志木分車庫と観光川口営業所を廃止統合して西浦和営業所設立。同時に、川越営業所は西浦和営業所川越分車庫に降格となる。
- 1995年（平成7年）1月20日 - 西浦和営業所川越分車庫の廃止閉鎖に伴い川越市・日高市高萩地区から撤退。路線を西武バスに譲渡。また、これを機に国際興業から営業所傘下の「分車庫」が消滅。
- 1997年（平成9年） - 2000番台中型車の導入に伴い担当車両制度を廃止。
- 2000年（平成12年）10月16日 - 浦和・大宮両営業所を廃止・統合、浦和市（現:さいたま市）上野田に「さいたま東営業所」を新設。
- 2002年（平成14年）
  - 5月1日 - さいたま国際バス（戸田市）を設立。一部路線を分社。
  - 12月3日 - 深夜急行バス「オオサカナイトライナー」（大阪駅（梅田） - JR高槻駅南口）運行開始。
- 2003年（平成15年）
  - 11月16日 - 飯能地区以外で大規模ダイヤ改正、赤羽駅から埼玉方面への深夜バスを新設。
- 2004年（平成16年）
  - 3月1日 - 国際興業大阪を設立し、大阪支店を分社。「オオサカナイトライナー」も同社が承継（2006年（平成18年）6月30日をもって運行休止）。
  - 3月31日 - さいたま国際バスを吸収合併。
  - 4月1日 - 国際興業観光バスを設立。
  - 9月8日 - 国際興業観光バス、神奈川県進出。
- 2006年（平成18年）6月18日 - 河川整備の関係で川口営業所をこれまでの青木から東本郷に移転。
- 2007年（平成19年）
  - 2月28日 - 夜行高速バス「特急やまと号」廃止にともない関西方面路線から撤退。
  - 3月18日 - ICカード乗車券「PASMO」を練馬営業所・西浦和営業所にて導入（以降、順次各営業所へ導入）。
  - 12月27日 - 国際興業観光バスが日野自動車グループの国際観光バス（東京都板橋区）の事業を譲受。
- 2008年（平成20年）
  - 7月1日 - 直営に残存していた貸切バス事業及び貸切バス車両を国際興業観光バスへ合流（直営の貸切バス事業も継続）。
  - 7月30日 - 飯能営業所において、ICカード乗車券「PASMO」を導入。これをもって、国際興業バス全営業所へのPASMO導入が全て完了。
- 2010年（平成22年）
  - 3月31日 - バス共通カードの販売を終了。回数乗車券の発売種類を削減。
  - 7月31日 - バス共通カードの取り扱いを終了。
- 2012年（平成24年）
  - 5月16日 - リムジンバス「池袋駅西口 - 羽田空港線」に参入。
  - 11月1日 - 運行事業者が国際興業株式会社から国際興業グループ株式会社に変更となる。
- 2013年（平成25年）
  - 3月23日 - IC乗車カード全国相互利用サービス開始。
  - 8月16日 - 国際興業観光バス株式会社が国際興業グループ株式会社と合併・観光バス事業は国際興業グループ株式会社が継続営業となる。
  - 12月16日 - 空港連絡バス 浦和・武蔵浦和－羽田空港線を新設。
- 2014年（平成26年）
  - 3月1日 - 運行事業者が国際興業グループ株式会社から国際興業株式会社に変更となる。
  - 5月16日 - 飯能駅からの短距離区間にてワンコインバスを設定。1年間の実証実験。その後実証実験期間の延長を経て正式採用された。
  - 6月15日 - 道路拡幅に伴う用地捻出および施設老朽化のために鳩ヶ谷営業所を西新井宿から赤山に移転。
  - 7月18日 - 空港連絡バス「川口元郷駅・川口駅東口 - 羽田空港線」を京浜急行バスとの共同運行で新設。
- 2015年（平成27年）10月28日 - 全国に先駆けて新型エルガ第一号（社番3001号車）がさいたま東営業所に導入。以降、飯能を除く他営業所にも順次導入。
- 2017年（平成29年）9月16日 - 武蔵浦和・池袋 - 東京ディズニーリゾート線を新設。
- 2021年（令和3年）2月28日 - バス利用特典サービス（バス特）を終了[19]。
- 2022年（令和4年）11月1日 - 国土交通省に埼玉県内の乗合バス運賃の上限運賃改定認可申請を行なった[20]。
- 2023年（令和5年）3月16日 - 埼玉県内路線バスの普通旅客運賃と定期旅客運賃（一部を除く）を改定[21]。

## 営業所および営業路線

### 営業所、案内所
国際興業の乗合バス営業所は下記の通り、東京都内に4ヶ所、埼玉県内6ヶ所の計10ヶ所がある。
東京都内（社番順）
- 池袋営業所
- 練馬営業所
- 志村営業所
- 赤羽営業所

埼玉県内（社番順）
- 戸田営業所
- 川口営業所
- 鳩ヶ谷営業所
- さいたま東営業所
- 西浦和営業所
- 飯能営業所

廃止された営業所
- 板橋営業所（→巣鴨営業所）
  - 巣鴨営業所板橋分車庫
- 名栗営業所
- 川越営業所→西浦和営業所川越分車庫
  - 川越営業所志木分車庫

- 浦和営業所
- 大宮営業所
- 東京営業所（江東区越中島1-2-1）

1950年（昭和25年）の国際興業バス成立時には、乗合自動車部内に都内路線を担当する「営業第一課」、埼玉県内の路線を担当する「営業第二課」が配置され、第一課の管轄下に池袋・板橋・志村の3営業所、第二課の管轄下に川口・鳩ヶ谷・浦和の3営業所が置かれた。ただし川口営業所は、当初は赤羽駅に近い北区稲付町に置かれ、同駅周辺における都内路線の一部も担当していた。
都内では、1953年（昭和28年）に板橋営業所が西巣鴨へ移転して「巣鴨営業所」となり、旧・板橋営業所は板橋分車庫となった。1958年（昭和33年）には池袋営業所の管轄下に練馬分車庫が開設され、同時に旧・川口営業所が埼玉県川口市へ移転した。旧・川口営業所は志村営業所赤羽出張所へ名称変更された。さらに、板橋分車庫の廃止と清水町分車庫の開設が行われたのち、1963年（昭和38年）には巣鴨営業所が廃止、同時に練馬分車庫が営業所に昇格して「練馬営業所」となり、昇格したばかりの赤羽営業所が清水町に移転し、巣鴨の路線は練馬・赤羽の両営業所に継承された。
埼玉県内では、東京都内に設置されていた旧・川口営業所の移転開設ののち、中小事業者の合併・路線譲受によって営業所の増設が続いた。すなわち、1959年（昭和34年）に太平バスの合併によって「大宮営業所」が、飯能交通の合併により「飯能営業所」「名栗営業所（のち名栗出張所へ格下げ）」が、1960年（昭和35年）には帝産オートの一部路線譲受によって「川越営業所」がそれぞれ開設された。
その後、1965年（昭和40年）には川越営業所の傘下として「志木分車庫」、1971年（昭和46年）に「戸田営業所」が開設されたが、志木分車庫は所管路線の増大によって用地不足に陥ったが、立地条件上敷地拡張・増車が不可能なため1993年（平成5年）に「西浦和営業所」と名称変更のうえ、移転した。一方で川越営業所は西浦和の傘下の分車庫に格下げされたのち、1995年（平成7年）に廃止され、所管路線はほぼ全てを西武バスへ譲渡した。2000年（平成12年）には、浦和・大宮両営業所が統合のうえ、さいたま市上野田に移転して「さいたま東営業所」となった。このさいたま東営業所では、国際興業バスで最も広い敷地面積を有している。
東京営業所とは「観光東京営業所」のことで、板橋区小豆沢の車庫から30台が転属して1959年（昭和34年）に本社営業所越中島車庫として発足した。1964年（昭和39年）に本社営業所を廃止すると、同所を観光東京営業所として開設した。長らく観光バスの営業所だったが、1988年（昭和63年）に「ドリーム盛岡 (らくちん) 号」の開設のために乗合バスの営業所としても開設（観光バス営業所と併設）した。乗合バスの営業所としては4台所属で高速バスのみ担当しており、前述のドリーム盛岡号以外に、「ドリーム八戸・十和田 (シリウス) 号」、当時国際興業でも担当していた「ジュピター号」を担当していた。1999年（平成11年）に観光・乗合ともバスの営業所としては閉所したが、一時期のみハイヤー営業所となった。
このように、都内の営業所は1960年代にはほぼ現状のように落ち着いたが、埼玉では競合事業者との路線調整が数度に渡って行われたこと、郊外人口の増加による需要増が続いたことから、1990年代から2000年代にかけても新設や移転・統合などの再編成が続いている。

### 高速路線
高速路線は、都内・埼玉県を起点に東北方面の夜行長距離路線と、池袋・浦和・大宮・川口などから羽田・成田空港への直通路線を担当している。以前は関西方面の夜行長距離路線も担当していたが、2007年（平成19年）2月28日をもって全廃となった。

#### 現行路線
カッコ内の事業者は共同運行相手。なお、「けせんライナー」「ジュピター号」は繁忙期のみ国際興業が続行便を運行し、それ以外の時期は予約・発券業務のみ行う。「イーハトーブ号」については国際興業は運行を担当せず、予約・発券業務のみ行う。
- シリウス号（十和田観光電鉄）

東京・池袋 - 八戸ターミナル・十和田・七戸
- ドリーム盛岡 (らくちん) 号（岩手県交通・ジェイアールバス東北）

東京・池袋 - 盛岡
- しもきた号

新宿・大宮 - 八戸・三沢・野辺地・むつ
- けせんライナー（岩手県交通が運行）

池袋 - 一関・千厩・気仙沼・陸前高田・大船渡・釜石
- 遠野・釜石（岩手県交通）

池袋・秋葉原・上野 - 新花巻駅・東和・遠野・釜石・大槌・山田
- イーハトーブ（岩手県交通が運行）

池袋・赤羽・川口・大宮 - 平泉・水沢・北上・花巻
- ジュピター（秋北バスが運行）

池袋・大宮 - 安代・鹿角・大館・鷹巣・二ツ井・能代
- 夕陽号（庄内交通）

渋谷・池袋・大宮 - 鶴岡・余目・酒田
新宿・東京・秋葉原・上野 - 鶴岡・余目・酒田
- ONライナー（東武バスウエスト・西武観光バス・京成バス・千葉交通）

大宮・さいたま新都心 - 成田空港
- 大宮羽田線（西武観光バス・東京空港交通[注釈 3]）

大宮・さいたま新都心 - 羽田空港
- 池袋羽田線（東京空港交通）

池袋・サンシャインシティ -羽田空港
- 浦和羽田線（東京空港交通）

ロイヤルパインズホテル浦和・浦和・武蔵浦和 - 羽田空港
- 川口・赤羽・王子羽田線（京浜急行バス・東京バス[22]

川口・川口元郷・赤羽・王子 - 羽田空港
- 御殿場プレミアム・アウトレット号

池袋 - 御殿場プレミアム・アウトレット
- 武蔵浦和・池袋～東京ディズニーリゾート線

武蔵浦和・池袋 - 東京ディズニーリゾート

#### 廃止路線
- サテライト号（近畿日本鉄道（現：近鉄バス））

大宮・浦和・川口・赤羽‐京都・大阪
1997年に「やまと号」へ統合廃止
- 特急「やまと号」

大宮・浦和・川口・赤羽‐天理・奈良・大阪（奈良交通）
2007年（平成19年）2月28日をもって廃止
- 大宮 - つくば・土浦線（関東鉄道）

2008年（平成20年）2月15日をもって廃止
- ブルースター号（十和田観光電鉄）

2002年（平成14年）12月 - 2008年（平成20年）1月まで十和田観光電鉄三本木営業所と共同運行していた

### 深夜急行路線「ミッドナイトアロー」

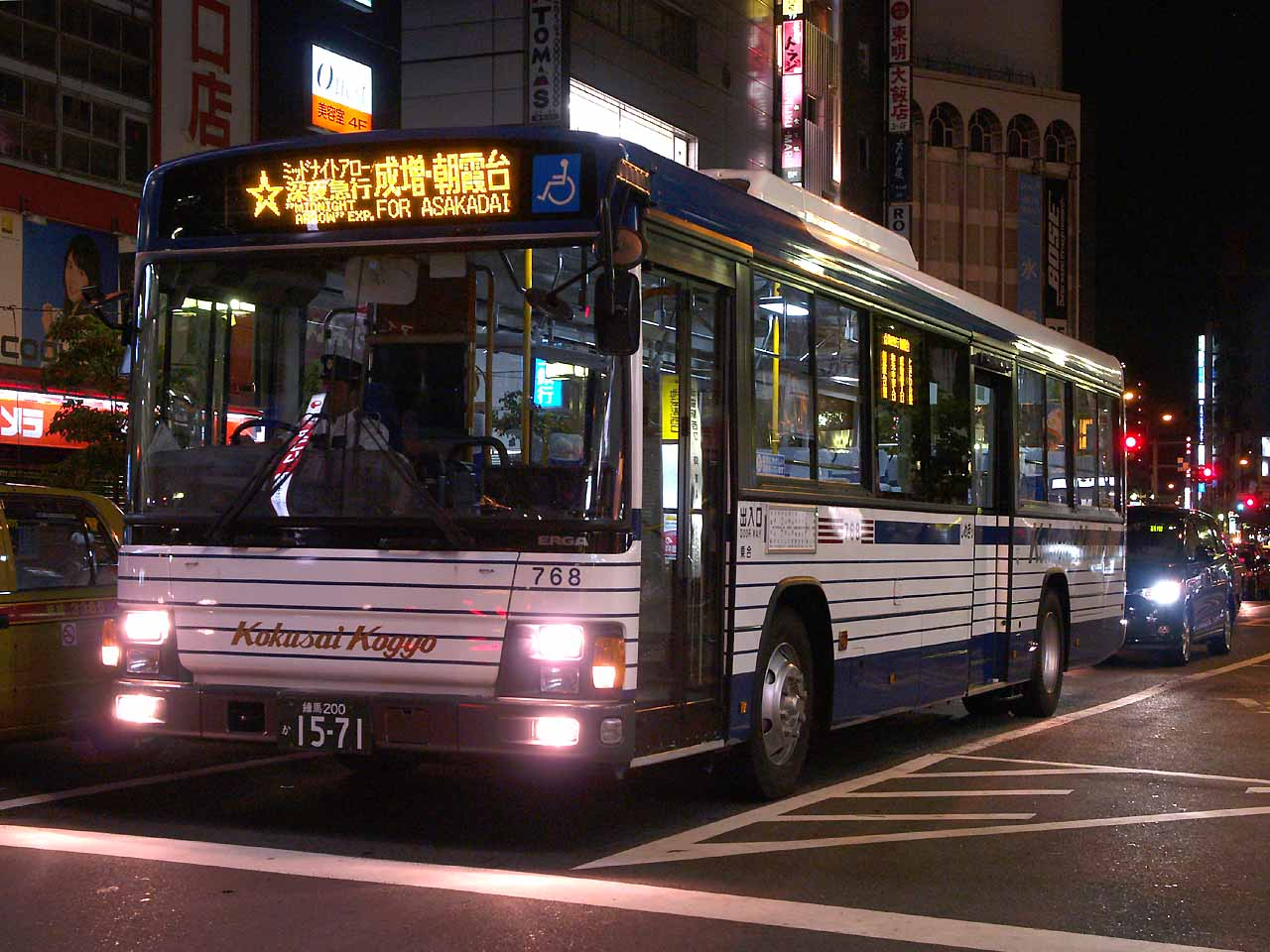
ミッドナイトアロー成増・朝霞台

国際興業バスでは、一般路線の深夜バスとは別に、池袋・大宮両駅を起点とする中距離の深夜急行バスを運行している。1989年（平成元年）開業の池袋‐大宮線に始まり、2005年（平成17年）開業の大宮‐蓮田・久喜線まで拡張が続き、現在は以下の8路線体制となっている。
これらの路線には、かつては観光格下げの車両が使われていたが、現在は交通バリアフリー法の改正に伴い、ロマンスシートを装備した座席定員の多い専用車のいすゞ・エルガのワンステップ車が導入された。先述のとおり、元観光車を格下げして使用していた名残でこれらの車両にも観光用塗装が施された。原則としてこれらの車両が充当されるが、年末年始などの繁忙期に増便を運行させる場合は一般乗合車両が応援に充当される。
新型コロナウイルス感染症流行の影響により、深夜急行バスは全便運休中である（2022年5月1日現在）。
「ミッドナイトアロー成増・朝霞台」（池袋営業所担当）
- 池袋駅西口 → 大山 → ときわ台駅 → 上板橋駅 → 東武練馬駅 → 下赤塚駅 → 成増駅入口 → 白子坂上 → 和光市駅入口 → 朝霞市役所（朝霞駅西入口）  → 朝霞台駅

「ミッドナイトアロー朝霞台・新座」（池袋営業所担当）
- 池袋駅西口 → 大山 → ときわ台駅 → 上板橋駅 → 東武練馬駅 → 下赤塚駅 → 成増駅入口 → 白子坂上 → 和光市駅入口 → 朝霞市役所（朝霞駅西入口）→ 朝霞台駅 → 志木駅南口 → 新座駅南口

「ミッドナイトアロー光が丘・和光市」（練馬営業所担当）
- 池袋駅西口 → 千川駅 → 羽沢（新桜台駅）→ 氷川台駅 → 平和台駅 → 練馬春日町駅（春日町図書館）→ 光が丘IMA（光が丘駅） → 和光市駅南口

「ミッドナイトアロー高島平・中浦和」（志村営業所担当）
- 池袋駅西口 → 大和町（板橋本町駅）→ 本蓮沼駅 → 志村三丁目駅 → 蓮根駅 → 西台駅 → 高島平駅 → 西高島平駅 → 田島団地 → 西浦和駅入口 → 中浦和駅

「ミッドナイトアロー浦和・大宮」（西浦和営業所担当）
- 池袋駅西口 → 戸田中央通り（戸田公園駅入口）→ 大里（武蔵浦和駅入口）→ 浦和駅西口 → 北浦和駅西口 → 北与野駅（さいたま新都心駅西入口）→ ソニックシティ前（大宮駅西口）→ 大宮駅東口

「ミッドナイトアロー南浦和・東浦和」（鳩ヶ谷営業所担当）
- 池袋駅西口 → 王子駅 → 王子5丁目（王子神谷駅） → 東十条4丁目（東十条駅入口） → 赤羽駅東口 → 川口駅東口 → 西川口駅東口 → 蕨駅東口 → 南浦和駅東口 → 東浦和駅

「ミッドナイトアロー蓮田・久喜」（さいたま東営業所担当）
- 大宮駅東口 → 東大宮駅西口 → 伊奈栄 → 蓮田駅西口 → 蓮田西新宿 → 白岡駅西口 → 白岡ニュータウン入口 → 新白岡駅東口 → 久喜駅西口

「ミッドナイトアロー上尾・鴻巣」（さいたま東営業所担当）
- 大宮駅東口 → 宮原駅入口 → 上尾駅東口 → 北上尾駅入口 → 桶川駅入口 → 二ツ家 → 北本駅入口 → 鴻巣駅東口

### コミュニティバス
※国際興業バスが担当する路線・系統のみ掲載
東京都
- 練馬区：みどりバス
  - 北町ルート
  - 氷川台ルート
- 足立区：はるかぜ
  - （3）［西11］西新井駅 - 舎人団地線
- 板橋区：りんりんGO

埼玉県
- 朝霞市：わくわく号
- 川口市：みんななかまバス
  - 鳩ヶ谷市：ミニは〜と - 川口市への合併に伴い統合
- さいたま市：さいたま市コミュニティバス
  - 見沼区コミュニティバス
  - 南区コミュニティバス
  - 桜区コミュニティバス
- 戸田市：toco
  - 喜沢循環
  - 川岸循環
  - 西循環
  - 南西循環
- 蕨市：ぷらっとわらび

廃止路線
- 日高市内循環バス（埼玉県日高市） - 飯能営業所が西コースのみ受託

## 車両

### 概説

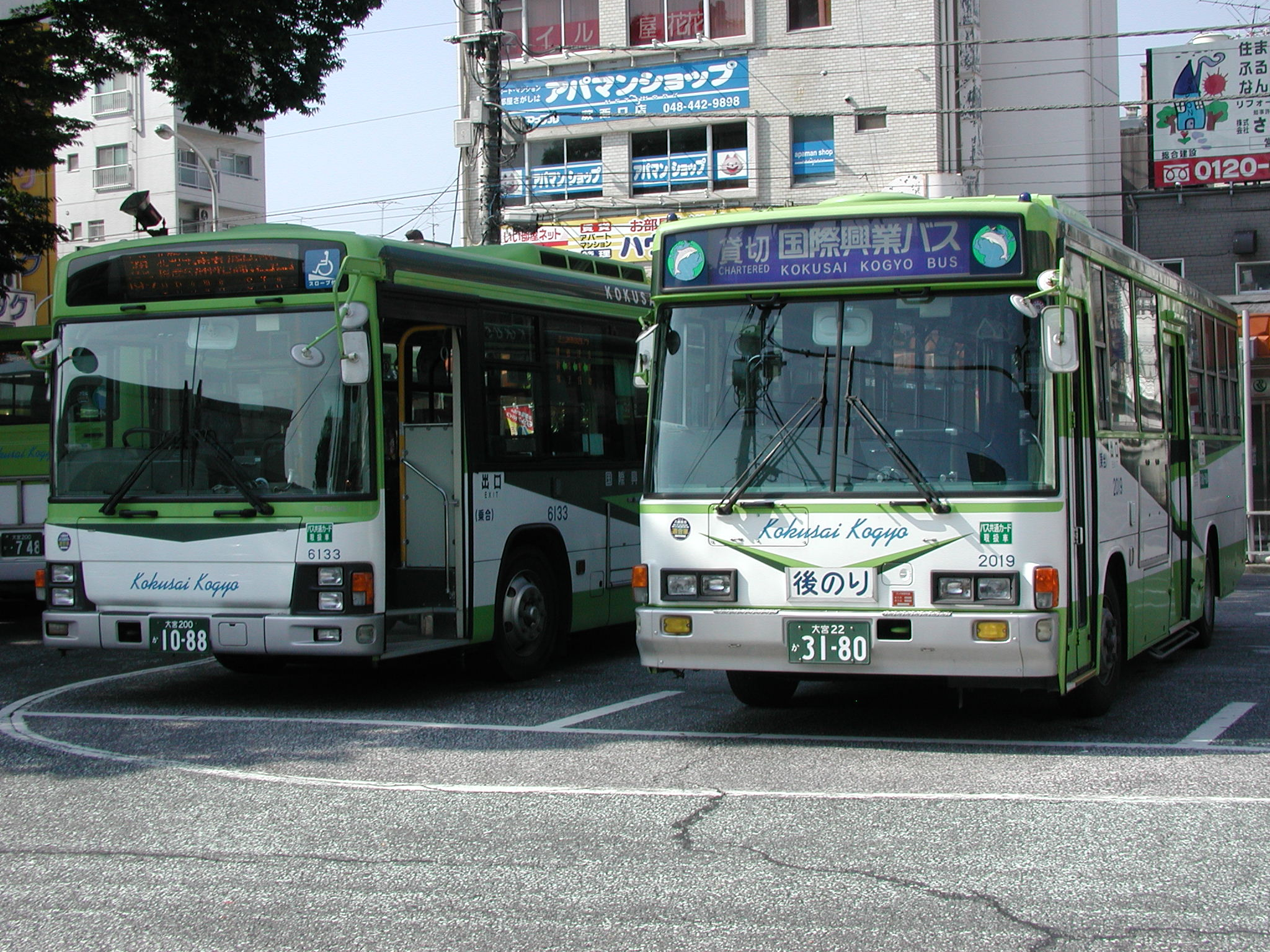
車両の塗り分けの違い
右：旧塗装（更新後）、左：現行塗装

国際興業バスでは、いすゞ自動車系列の販売会社である北海道いすゞ自動車を傘下に持つ関係から、一部の車両を除くほぼ全車をいすゞ自動車より、北海道いすゞ自動車をディーラーとして 導入している。一般乗合車両は、大型車と中型車を並行投入しており、車体はエルガ、キュービックなどの純正車体（いすゞバス製造）を架装する。高速車・貸切車もスーパークルーザーやガーラが導入されている。一部には元国際観光バスの日野・セレガが移籍している。

### 社番
社番は基本的に4桁で表記され、超小型車や貸切など車両数が少ないタイプは3桁（上1桁が0の省略と考えればよい）でまとめられる。
| 83         | 01       |
| ---------- | -------- |
| 形式別区分 | 固有番号 |

この場合、「83」はLKG-LV234N3の形式別区分を持つ1号車である。現在の上2桁の形式区分は以下のとおり。
| 上2桁の区分 | 形式                    | 形態                               |
| ----------- | ----------------------- | ---------------------------------- |
| 10          | PDG-LR234J2             | 中型ノンステップ                   |
| 11          | SKG-LR290J1             | 中型ノンステップ                   |
| 12          | SKG-LR290J2             | 中型ノンステップ                   |
| 13          | 2KG-LR290J3             | 中型ノンステップ                   |
| 20          | KK-LR233J1 PA-LR234J1   | 中型ワンステップ                   |
| 30          | QDG-LV290N1             | 大型ノンステップ・標準尺           |
| 32          | 2PG-LV290N2 2DG-LV290N2 | 大型ノンステップ・標準尺           |
| 50          | KL-LV280L1改            | 大型ノンステップ・標準尺           |
| 51          | PJ-LV234L1              | 大型ノンステップ・標準尺           |
| 52          | PKG-LV234L2             | 大型ノンステップ・標準尺           |
| 53          | PKG-LV234L2             | 大型ノンステップ・標準尺           |
| 54          | LKG-LV234L3 QPG-LV234L3 | 大型ノンステップ・標準尺           |
| 60          | KL-LV280L1              | 大型ワンステップ・標準尺           |
| 66          | PJ-LV234L1              | 大型ワンステップ・標準尺           |
| 68          | PKG-LV234L2             | 大型ワンステップ・標準尺           |
| 62          | PJ-LV234L1              | 大型ワンステップ・標準尺・ワンロマ |
| 70          | QPG-LV234N3             | 大型ノンステップ・長尺             |
| 81          | PJ-LV234N1              | 大型ワンステップ・長尺             |
| 82          | PKG-LV234N2             | 大型ワンステップ・長尺             |
| 83          | LKG-LV234N3 QPG-LV234N3 | 大型ワンステップ・長尺             |
| 90          | QDG-LV290Q1             | 大型ノンステップ・長尺             |
| 91          | 2DG-LV290Q2             |                                    |

- 上1桁目は、主に車両長や車両の大きさ、ステップの有無より区分される。3000以降は付番決定時期により様々だが、1000と2000は小型車に割り当てられている[23]。
- 上2桁目は、3桁目からの繰り上がりの場合と、メーカーの形式変化による変更の場合がある。繰り上がり以外での500や900など飛び番は、1桁目が不足もしくは区分し切れない特殊車両に利用される。
- 下2桁目の「42」「44」「49」は、忌み番として欠番となっている。
- 2000番台の2076までは、KC-LR333J（廃車済み）である。
- 過去には、異なる形式で同一区分、続き番号ということもあった（BU/CLM、P-LV/U-LV、ジャーニー/エルガミオ、キュービックノンステップ/エルガノンステップ等、車長や車内の座席配置が同一であることなども考慮したと思われる）。よって今後必ずしも上記のように分類されるとは限らない。
- 通常、同区分の車番の車両が全車廃車となった後、数年を経ると同じ番号が再利用され、新車両に順次付番されていくが、BAとLTのように同時期に存在しない車両が続き番号となる事例もあった。
- 諸事情により社番が改番された車両も存在する。

### 路線車

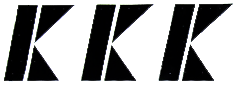
以前使用されていた「KKK」のロゴ

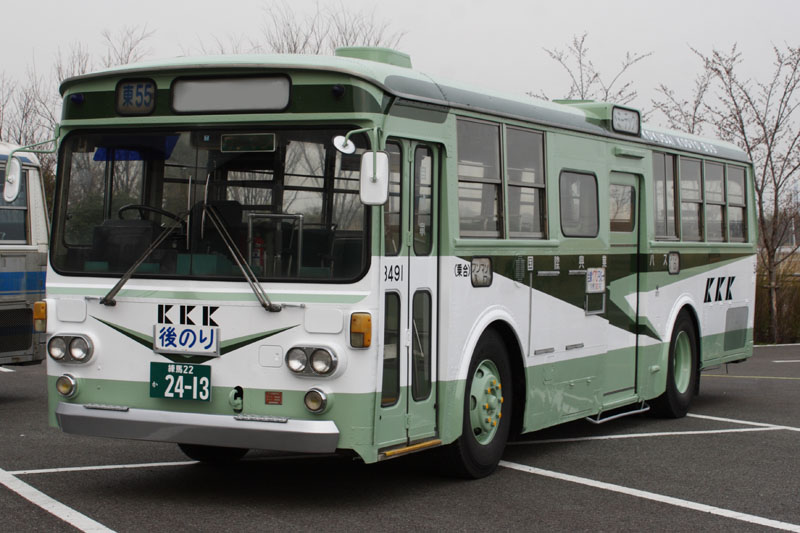
KKKロゴの入った車両（2006年3月の「さよならBU型バスおわかれイベント」にて）

大型車のホイールベース（以下WB）はやや短めの4.8メートルクラスが主に選択されているが、1993年（平成5年）から1995年（平成7年）と2007年（平成19年）以降に標準的なWB5.3mクラスの車両がまとまった台数配備されたほか、1985年（昭和60年）から1991年（平成3年）にかけてWB4.3メートルの短尺車種（キュービックLT）の導入実績もある（2003年（平成15年）3月全廃）。また、1999年（平成11年）には、いすゞの乗合バス車両のモデルチェンジを機に、閑散路線・狭隘路線での使用を目的とした小型車（エルガミオ7m車）が導入されている。小型車はその後、コミュニティ路線の拡張等により増車が進んでいるが、いすゞが7m車の製造を短期間で打ち切ったことや、いすゞのラインナップにない車両、路線委託者の意向を踏まえて車種を選択するケースがあることなどから、日野自動車・三菱ふそうトラック・バス・クセニッツ等の他社より購入した車両も一部にある。UDトラックス（旧:日産ディーゼル）の車両は米軍輸送を担当していた1970年代前半までは在籍していたが、それ以降は在籍していない。最近では、ラッシュ型WB5.8メートルクラスの車両の導入を進めている。
なお、大手事業者としては珍しく他社からの移籍車も在籍していた時期があり、江ノ電バスから1台、淡路交通から8台が移籍していた（ワンロマ#国際興業バスの項も参照）。これらの移籍車は経年のため2018年3月限りで全車廃車され、これ以降の在籍車は全て自社発注車となっている。
乗合バス車両のカラーリングは東都乗合時代は緑と黄色を基調とするものであったが、国際興業バスの発足後ピンクグレーとマルーンの2色塗りとなり、さらに1959年（昭和34年）に現行デザインの基礎となる白地に濃淡2系統の緑色を配したものとなった。この際、ローマ字による社名表記とその略称である「KKK」をかたどったロゴが採用された。オリジナルのロゴ及び「（乗合）」表記ならびに社番は黒の塗装であったが、平成5年式からロゴは青のカッティングシールに、「（乗合）」表記ならびに社番は同色の文字となった（更新車も同様）。その後、1998年（平成10年）度にノンステップ車両が導入されたのを機に薄緑色の部分が鮮やかな黄緑色に変更され、ロゴや意匠の変更が行われた。さらに、2002年（平成14年）度にデザインのマイナーチェンジが行われ、米国の白人至上主義秘密結社クー・クラックス・クランの略称「KKK」と重なる旧来の「KKK」ロゴが消去されて今に至る（貸切・路線兼用車は細部の意匠が異なる）。
車両更新による再塗装の際も後部以外はロゴ無しのまま登場したが、後にフロントにも新ロゴが付与されるようになった。当初、旧車両に関しては旧塗色で更新されていたが、途中で方針が変更になり、同世代の車両でも更新時期により新旧塗色が混在することがあった。これら度重なる意匠変更により、車両前面は「ロゴ無し」・「Kokusai Bus」ロゴ（初期ノンステップ）・「Kokusai Kogyo」ロゴの3種類、非公式側表記が「国際興業バス」・「スバ業興際国」、後面は「国際興業バス」・「Kokusai Bus」ロゴ（初期ノンステップ）・「Kokusai Kogyo」ロゴの3種類があった。またフォントの新旧、塗色の新旧など入り乱れた時期があったが、廃車が進むとともに淘汰された。
車両更新に関しては、キュービック・ジャーニー世代までは室内外全改修工事行われていたものの、エルガ・エルガミオは初期（1500番台・平成12年式の3000番台及び平成13年式の3902・但し除籍まで未更新だった平成12年式の一部の車両も存在した）のみで、以降は遜色の程度により後面及び側面のみといった外板のみの部分改修にとどまるか、ラッピング広告車だった車両等は廃車まで全く行われない車両もいる。
1996年度までは担当車両制だったこともあり、車両の洗浄や清掃などが行き届いていたが、2000番台中型車（ジャーニーJ）の導入に伴いラッシュアワーやドル箱路線にこれらの中型車が投入されないよう、1997年度から担当車両制からダイヤ固定運用へ方針が変更になり、車両外観や内部の汚れが目立つようになった。
標準塗色以外では、路線・貸切兼用車は若干の意匠変更がされている。2013年11月に旧塗装復刻として、飯能営業所所属車両1台（9501号車）が昭和30年代のマルーンと白のツートンカラーに塗り替えられて2018年3月まで運行された。また、2013年9月には先代薄緑の塗色となった新型車両がさいたま東営業所へ4台導入された。なお、薄緑の旧型車両は飯能で同年11月まで運行されたので、厳密には復刻ではなく、旧塗装の引き継ぎである。
ドアブザーは京阪バス、遠州鉄道と同じドアが完全に閉まるまで鳴り続けていたが、2010年（平成22年）度導入車両よりドアブザーが汎用タイプのチャイム式に変更され、また屋根の色も冷房能力効率化のため黄緑色から白色に変更された。
冷房装置は、いすゞ標準仕様であるヂーゼル機器（後ゼクセル、現サーモキング）製ではなく、導入当初から日本電装（現デンソー）製を選択していた（BU04からP-LV/LTまで）。その後、メーカーの車両標準化に伴い、冷房装置が選択できなくなった時期にはその仕様（U-LVからKC-LVまでがゼクセル製、新型QDG-LV以降はデンソー製）を、選択できた時期では主にデンソー製（旧型エルガKL-LVのみゼクセル製）を採用している。
次停留所の車内放送の出だしは、首都圏の事業者としては珍しくメロディーチャイムを採用しており、一般路線バス・コミュニティバスともタイプが異なるものを採用していたが、2012年より一部の営業所において通常の2点式チャイムまたは「ピポパポ〜」という4点式電子音チャイムへ変更され、同年10月には全ての営業所において4点式電子音チャイムへ変更された。
2017年より低年式車を除いて順次、ハロゲンヘッドライト車のロービームを小糸製作所製のLEDヘッドライトへ交換が始まっている。
国際興業から岩手県交通へ譲渡後廃車となり、その後トミーテックにて動態保存されていた1980年式のBU04型車両が、2023年に国際興業へ再譲渡され、再生工事を行った上で営業ナンバーを取得した（飯能営業所の所属で車番3491号）。一般営業には使われないが、2024年2月22日のお披露目を皮切りに、イベントなどで活用されている。

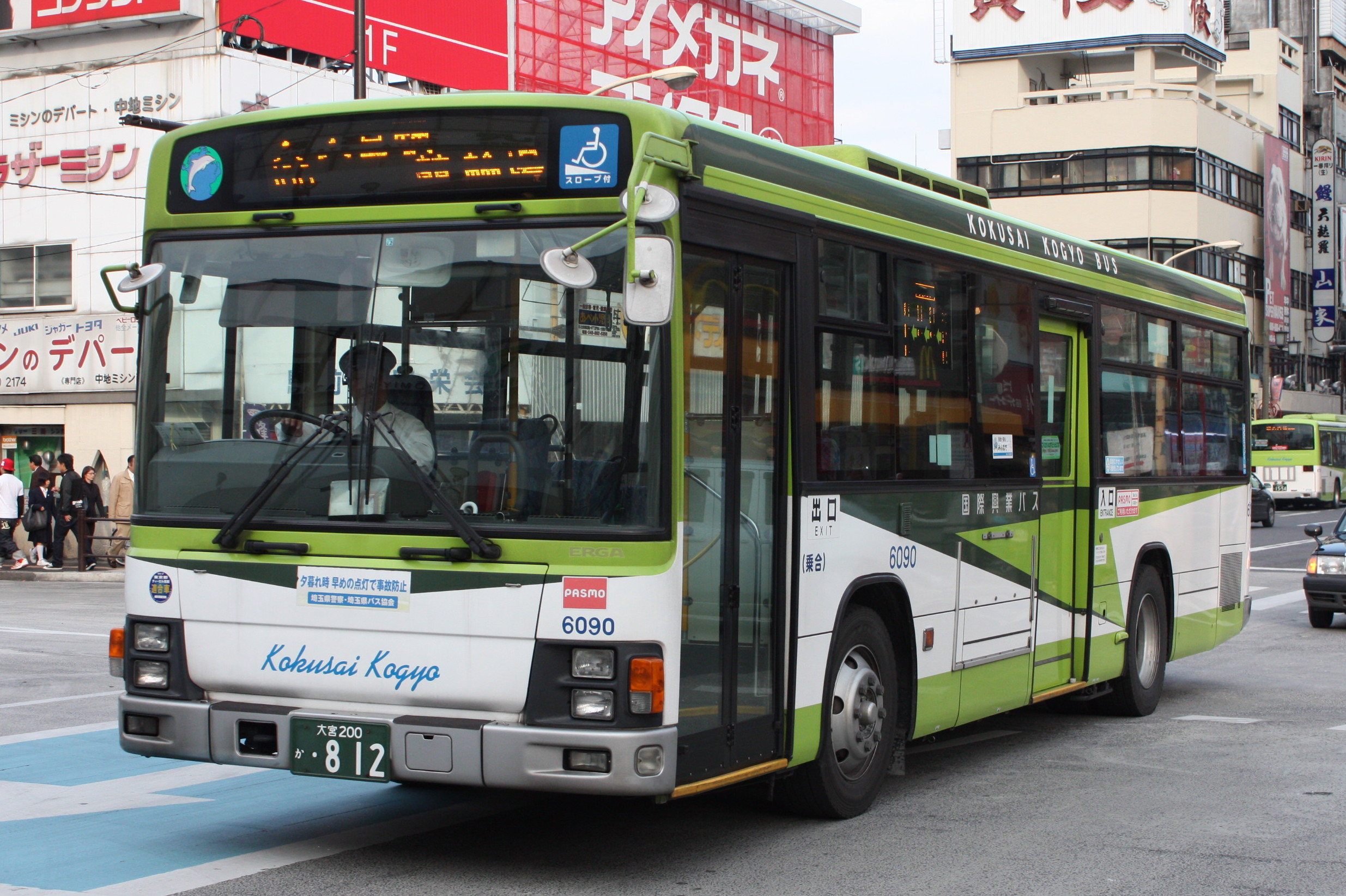
国際興業の乗合バス車両（6090）KL-LV280L1
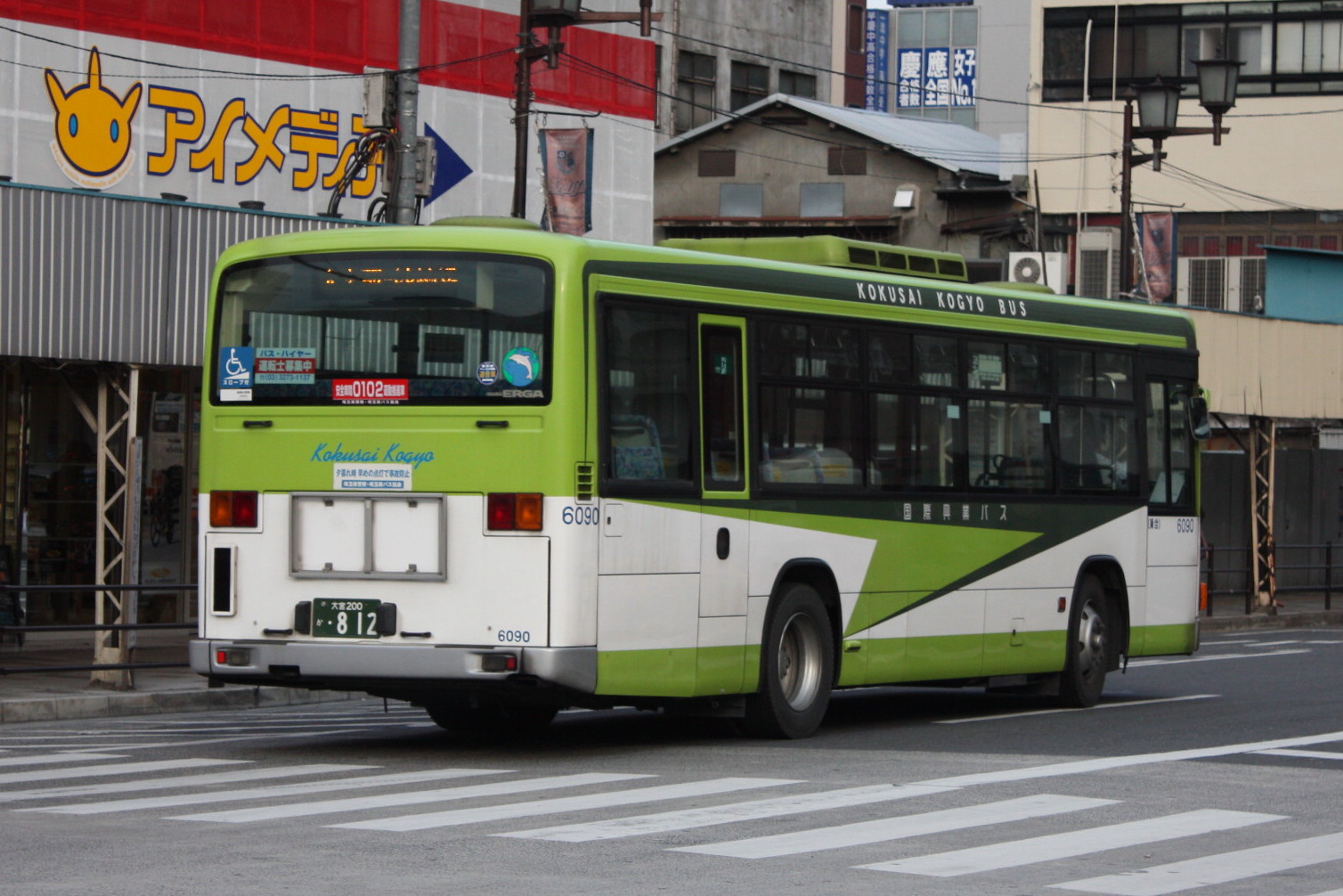
国際興業の乗合バス車両（6090）KL-LV280L1（後部）
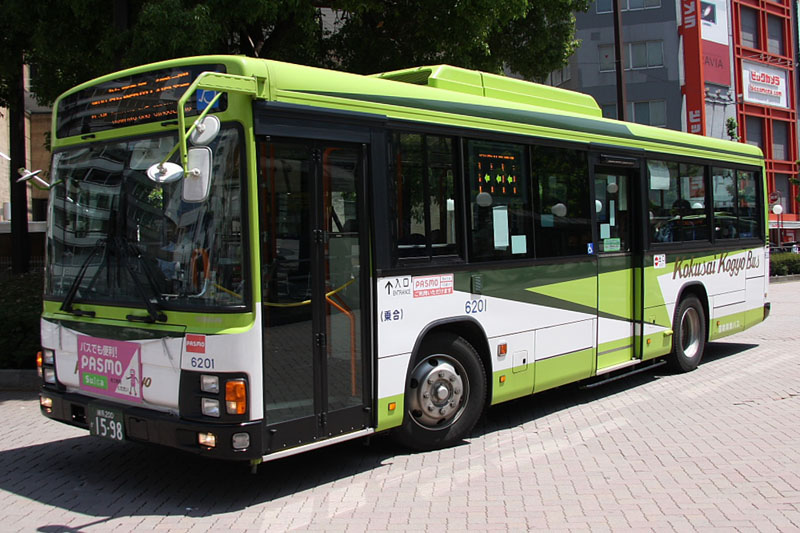
路線・貸切兼用車 PJ-LV234L1
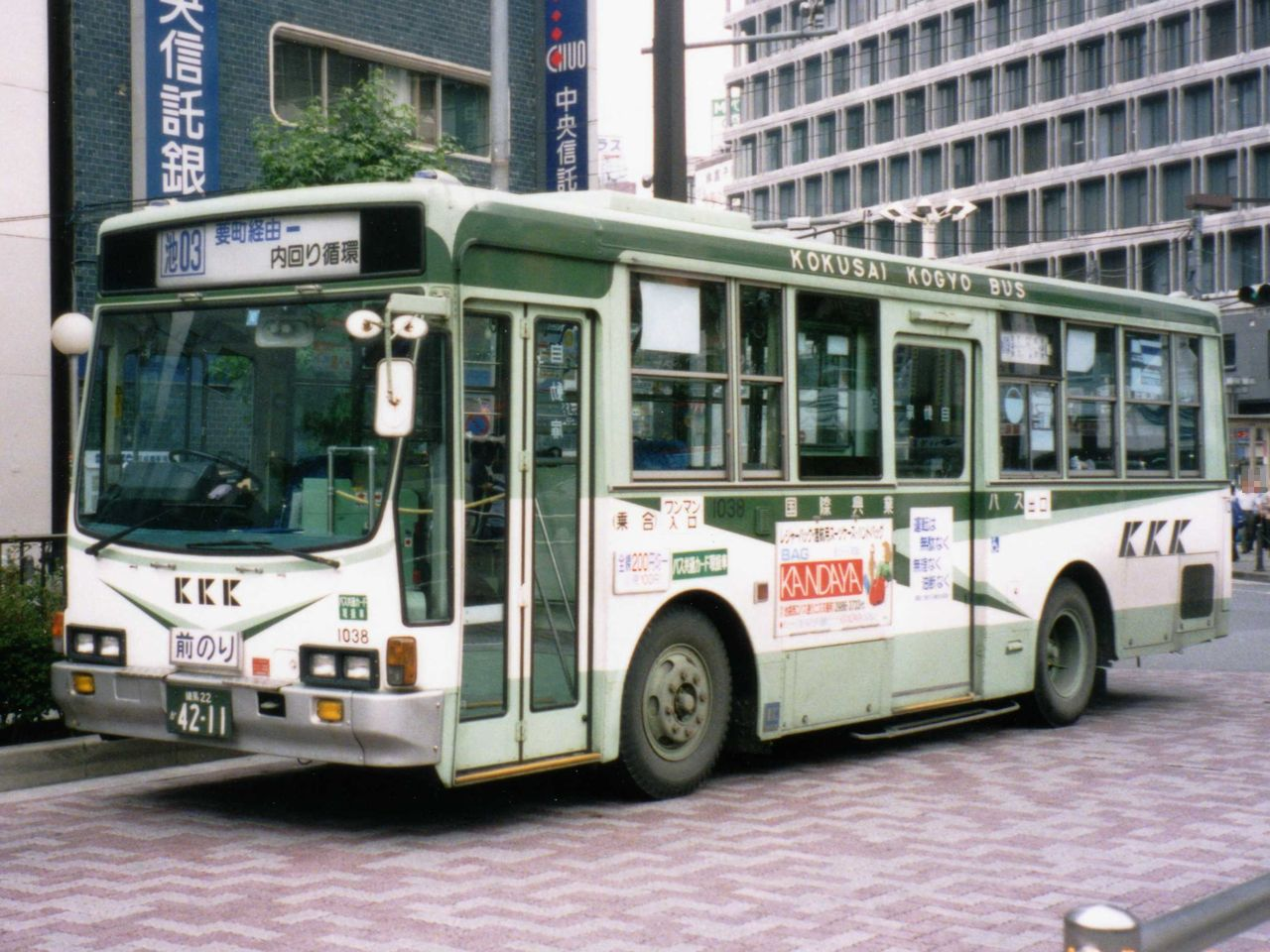
国際興業バスの乗合バス車両P-LT312J（旧塗装）
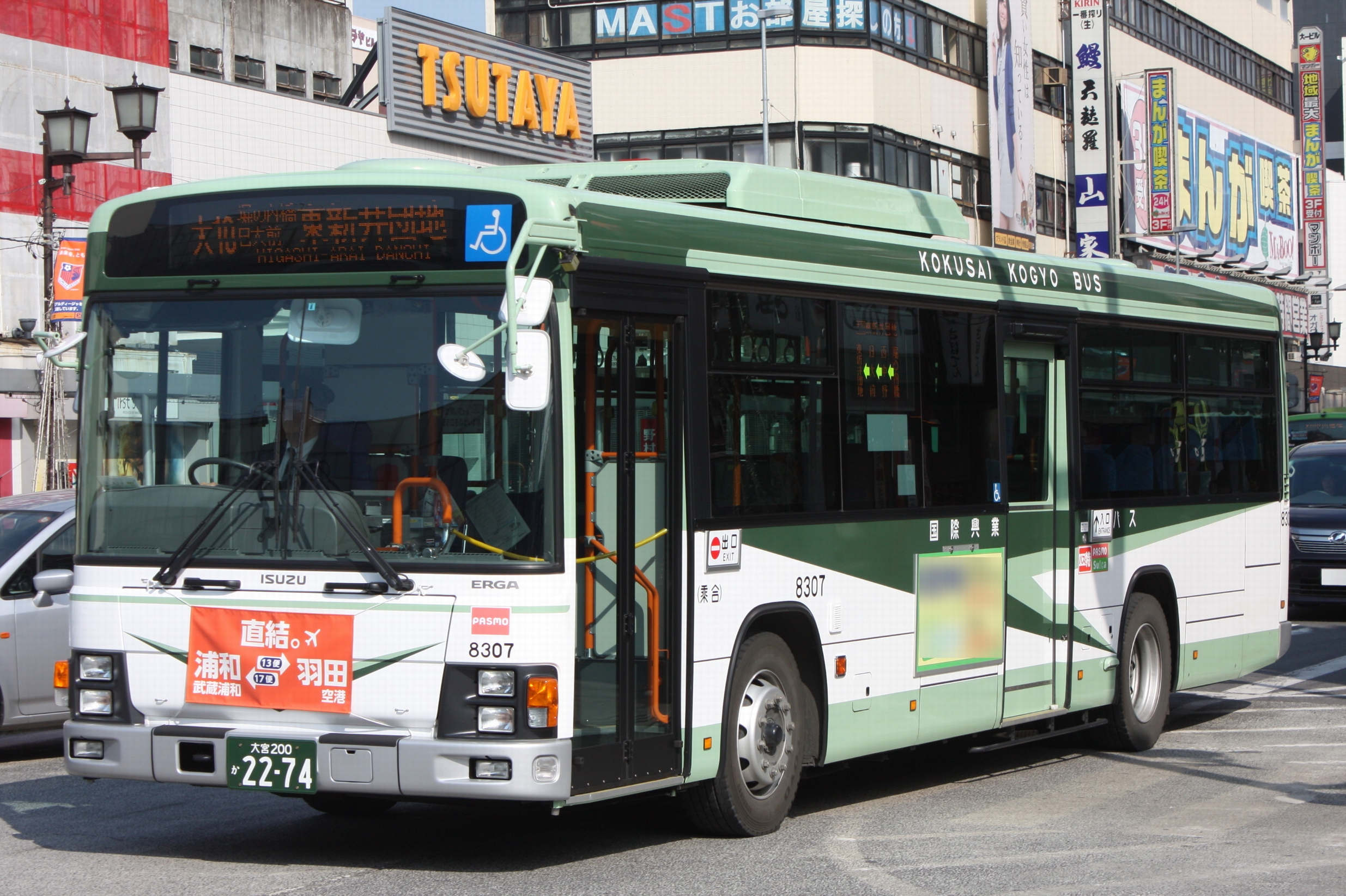
2013年に導入された旧塗装車 (8307)
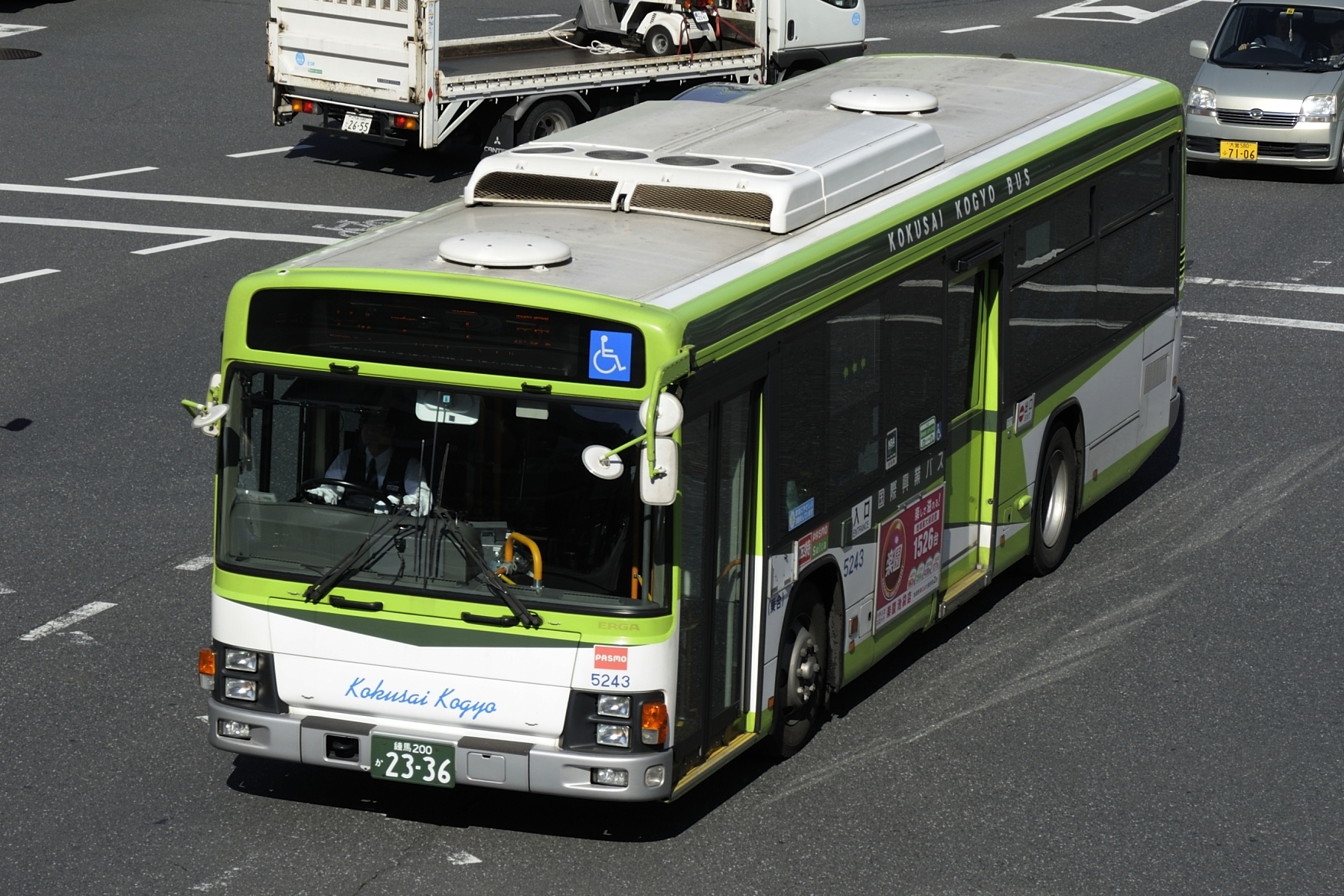
屋根の塗装が白色へ変更された車両 (5243)

### 高速・貸切・深夜急行車
観光・高速・深夜急行用の各車両のカラーリングは、日野・ブルーリボンのメーカーのカタログ撮影車塗装（通称：ブルーリボンカラー）を採用しているが、観光車および深夜急行車と高速車とでは塗り分けが若干異なる。深夜急行用の車両はかつては元観光車をそのまま観光用塗装で格下げして使用していた関係で、現在の深夜急行用のエルガにも観光用塗装が施された。
なお、側面・後面にて刻まれているローマ字表記では、グループ内の各社ごと（例えば、国際興業では「Kokusai Kogyo Bus」で表記し、またグループ事業者の十和田観光電鉄では「Towada Kanko」で表記）にて記されているが、近年投入されている新車及びグループ内各社への譲渡分については、原則「Kokusai Kogyo Group」で表記（ただしそれ以前に投入されている既存車に関しては、Group表記への書き換えは行われない）されており、この場合における所属事業者（社名）表示は「正面の行灯」及び「側面の前側上部または後面下部」でのみに記されているため、どこの所属であるかは見分けが付かなくなってきている。ローマ字表記になる以前は、正面行灯及び側面上部に「国際兴業観光」の表記があった。なお国際興業は側面の後面下部に「国際興業株式会社」の表記があったが、2012年11月に運営会社が国際興業グループ株式会社になってからの新車は単に「国際興業」だけの表記になり、それ以前の車両も順次変更されている。いすゞ・ガーラ（2代目、新車導入した車両のみ）からは、以前からフロントの左側に車名を入れている山梨交通同様に、フロントの左側に「GALA」ロゴを入れている
岩手県交通の前身である岩手中央バス（1970年（昭和45年）にグループ入り）では、長距離路線用のカラーリングに国際興業バスの観光・高速車両のカラーリングを採用していた。

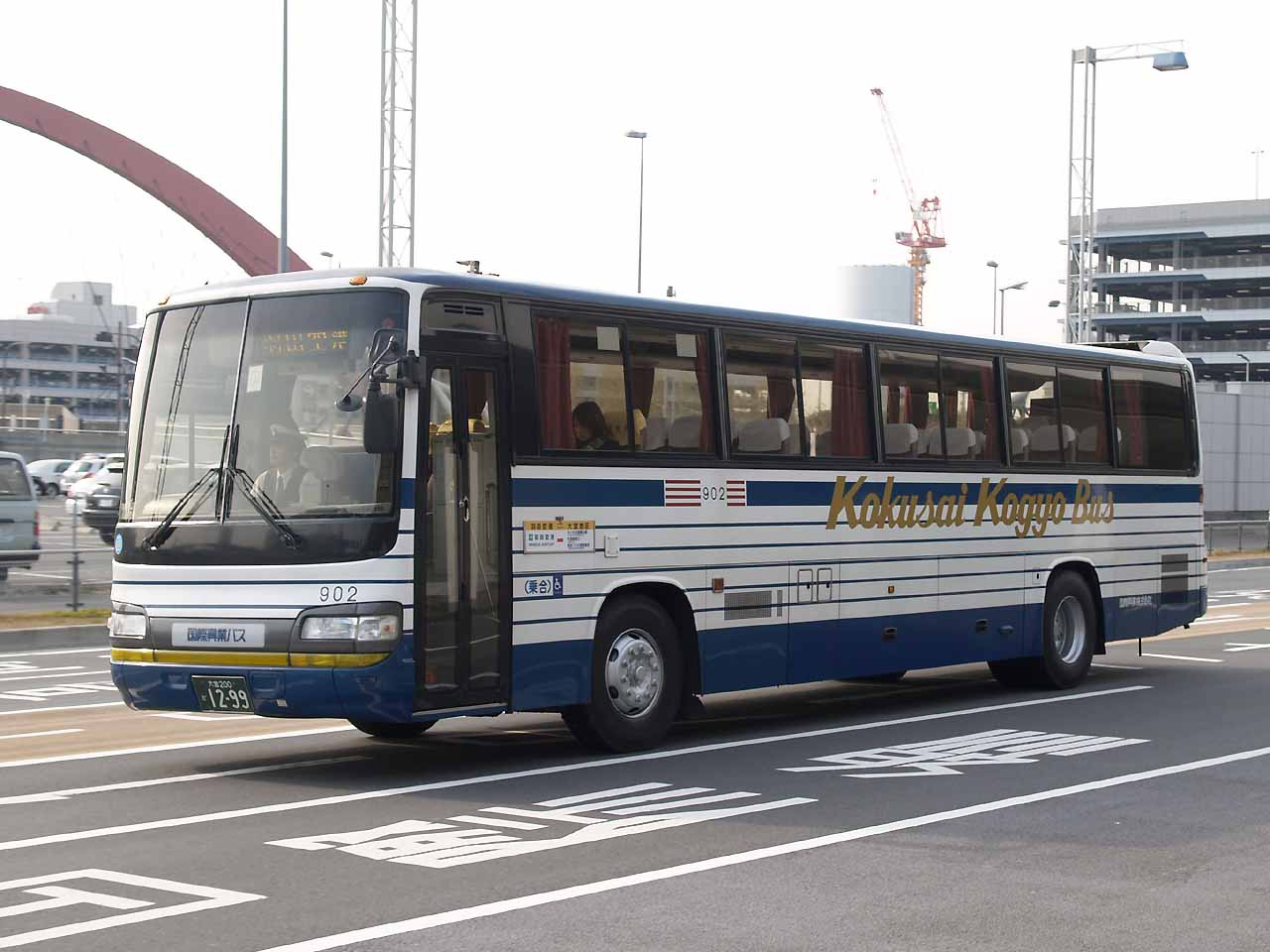
国際観光と合併したことで台数が増えた日野・セレガシリーズ
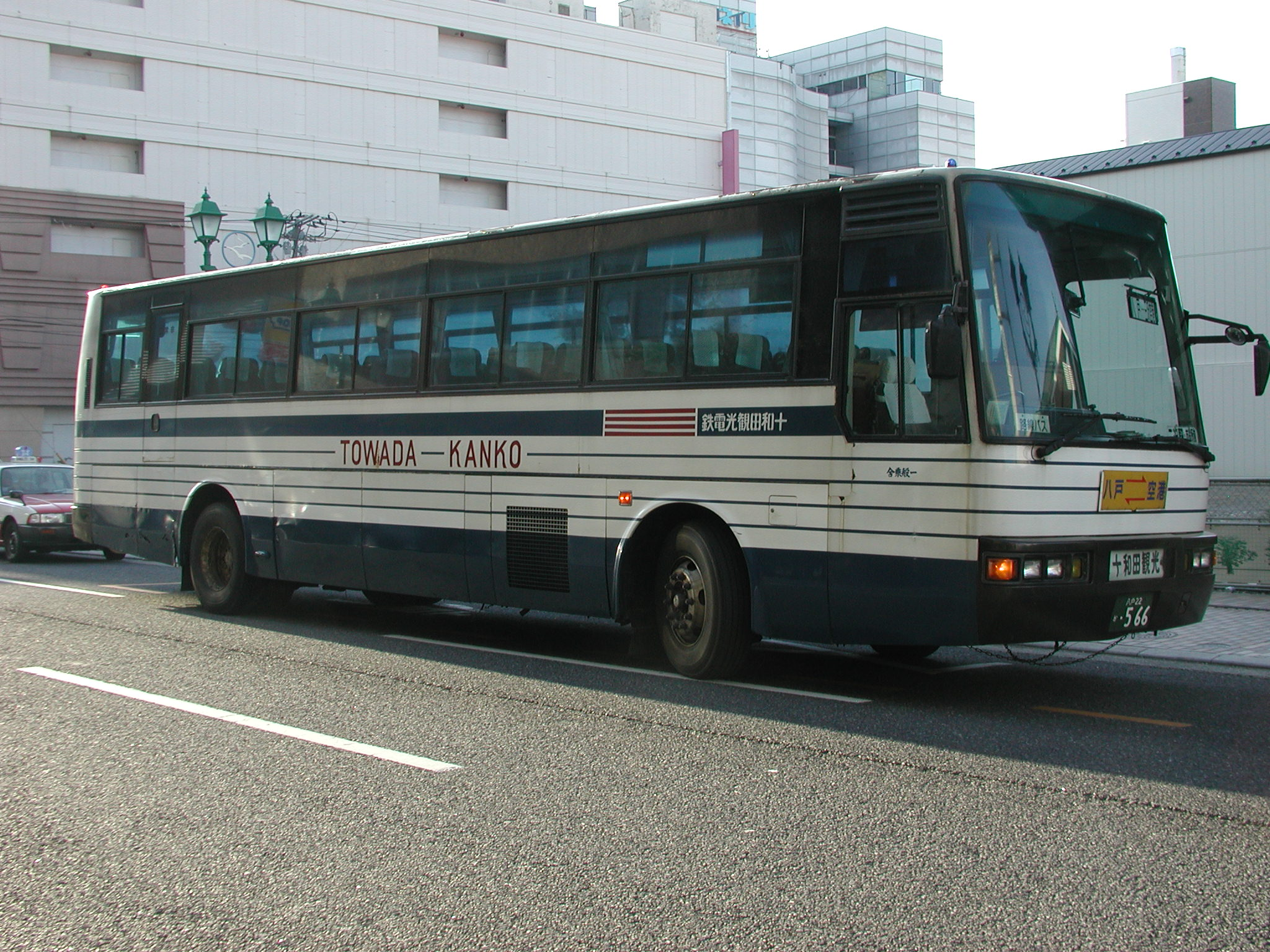
観光貸切車両の旧書体における表記例：十和田観光電鉄（参考画像）
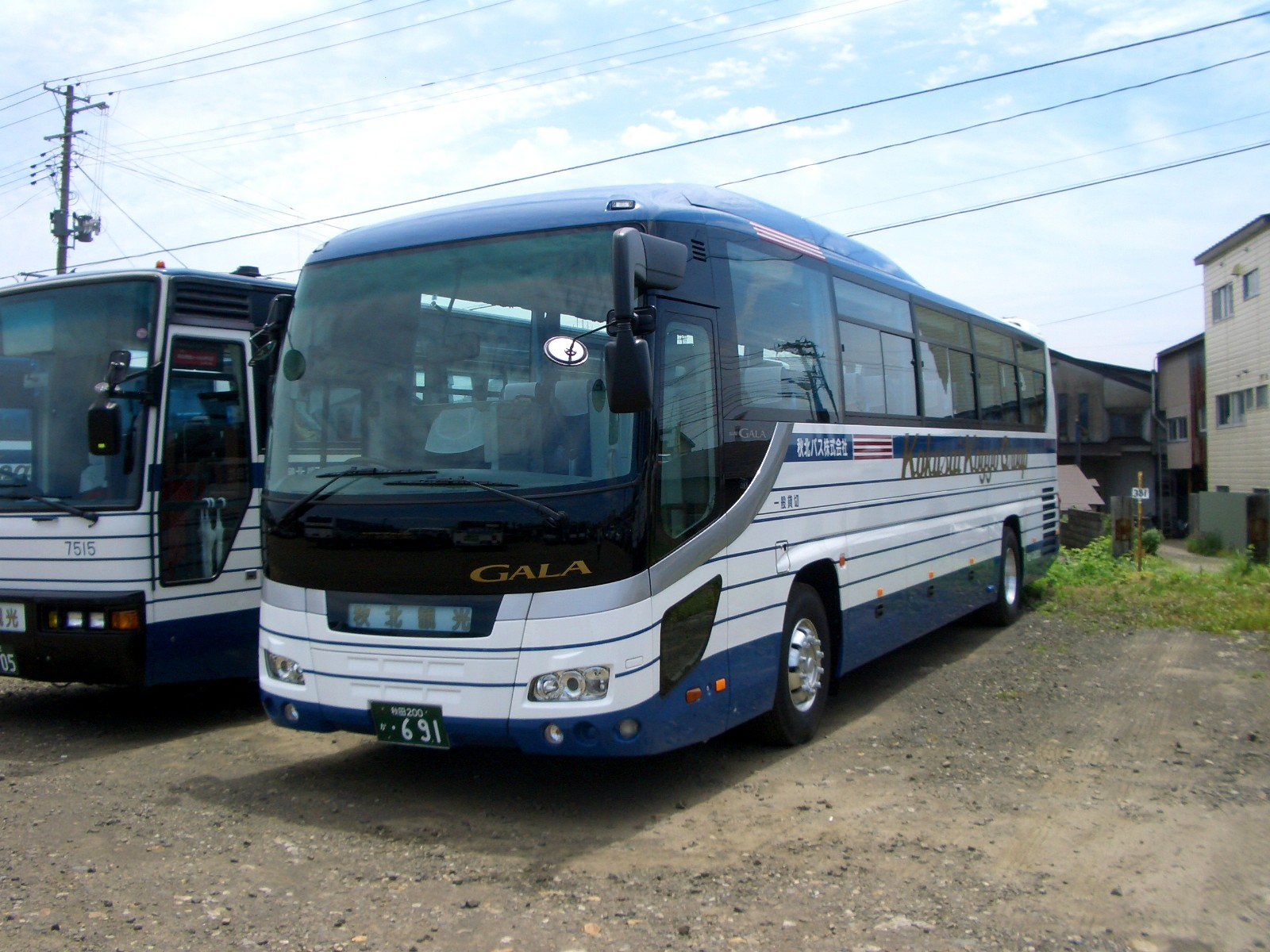
グループ会社の社名表記例（Kokusai Kogyo Group）：秋北バス貸切車両

### 廃車車両の譲渡

#### 概要
国際興業で廃車となった車両は、一時的に敷地面積が広大なさいたま東営業所へ留置されることがあるが、多くは所属先から直接、専門業者によって回送される。その後、グループ内の各事業者を中心に譲渡され、譲渡先で整備を行った後に引き続き使用されることが多い。近年ではノンステップバスの導入や首都圏ディーゼル車規制によって代替が急速に進み、現役使用に十分耐えうる車両が数多く譲渡されるが、ディーゼル車規制をクリアした車両の譲渡も進んでいる。
グループ系の主な移籍先としては十和田観光電鉄（青森県）、秋北バス（秋田県）、岩手県交通（岩手県）、山梨交通（山梨県）などがある。岩手県交通では、岩手県交通で使用できるバスカード（かつて岩手県北自動車と共通利用できた）を導入しており、使用可能車両には首都圏で使用していた緑色の「バス共通カード取扱車」のステッカーをそのまま流用しているケースも見られるなど、見た目は国際興業時代と大して変わらない。
一方、国際興業の保有台数の多さからグループ外への譲渡も見られる。代表的な事業者は那覇交通（沖縄県）、八戸市交通部（青森県）、茨城オート・関鉄グリーンバス（茨城県）、アルピコ交通（長野県）、京都急行バス（京都府）、JRバス中国・サンデン交通（山口県）、九州産交バス（熊本県）、鹿児島交通（鹿児島県）などがあり、近年ではグループ外への譲渡も増加傾向にある。

#### カラーリング
国際興業から譲渡された車両は、多くの場合が譲渡先の事業者が採用している独自の塗色に塗り替えられていた。しかし、1999年（平成11年）に自社発注が基本だった山梨交通も国際興業の中古車両を導入し始めることとなり、この際にコスト削減のために国際興業カラーを変更せず、社名のみ書き換えることで対応した。
また、2000年代に入ると他社（秋北バス・岩手県交通など）も同様に事業者ごとの塗色への変更を止め、元の国際興業カラーを踏襲するようになった。さらに、自社発注の新車および国際興業グループ外の事業者からの中古車も原則的に同じ塗装、もしくは明るい緑の国際興業新カラーを施すようになっている。このため、塗装においては国際興業では存在しない車両との組み合わせが見られるようになった。現状では、譲渡車については濃い緑の旧カラーが多くを占めているが、岩手県交通などには国際興業で既に新カラーとなっていた世代の車両もそのまま譲渡されているほか、山梨交通では初期に国際興業から導入した車両を国際興業の新カラーに変更している。
グループ外への譲渡車については、外装は事業者毎の塗色への全面的に変更されている。それ以外の内装などについてはあまり手を加えられず、車内は国際興業時代と変わらない雰囲気となっている場合も多い。グループ外で国際興業路線カラーのままで使用されているものとして、香川県のジャンボフェリーの送迎用（自家用ナンバー）車両が挙げられる。

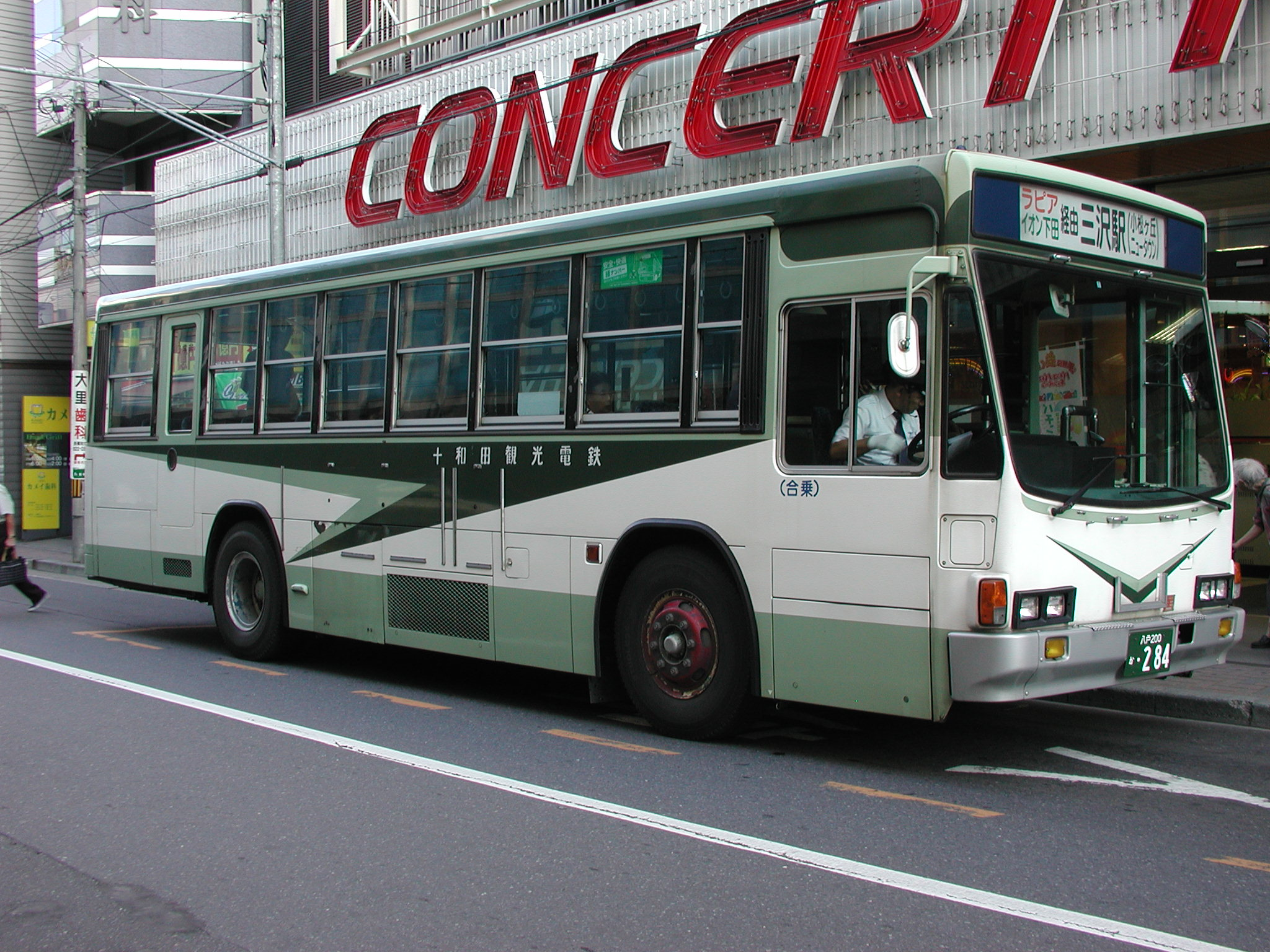
同グループ会社である十和田観光電鉄への譲渡車両
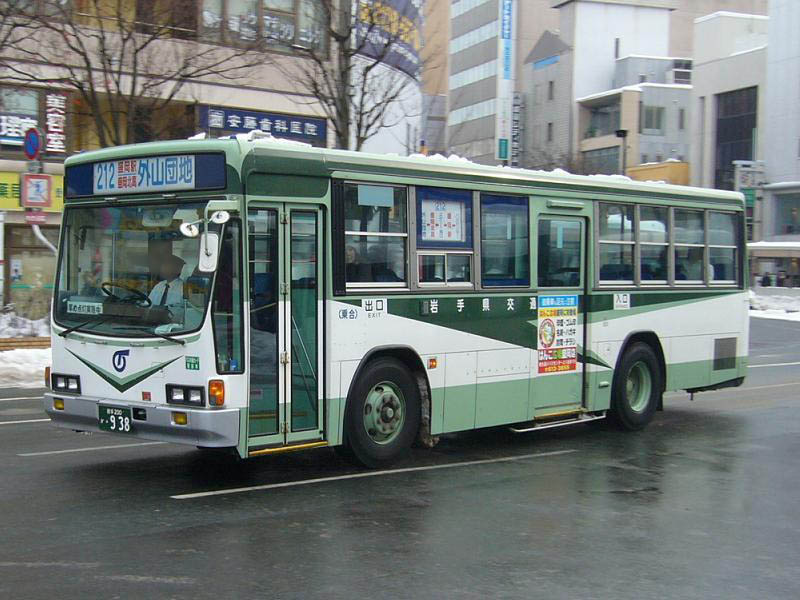
同グループ会社である岩手県交通への譲渡車両
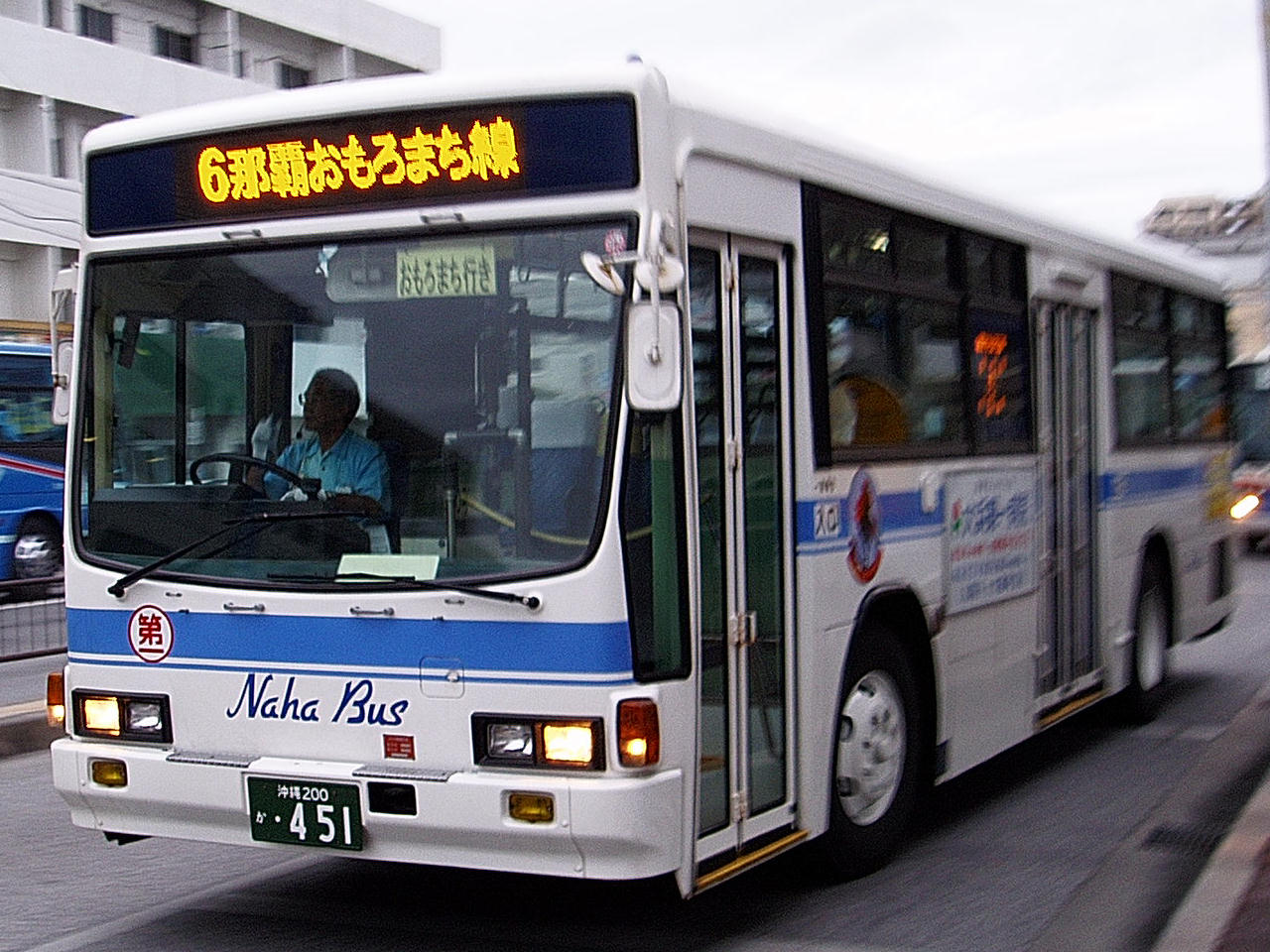
グループ外の那覇バスへの譲渡車両
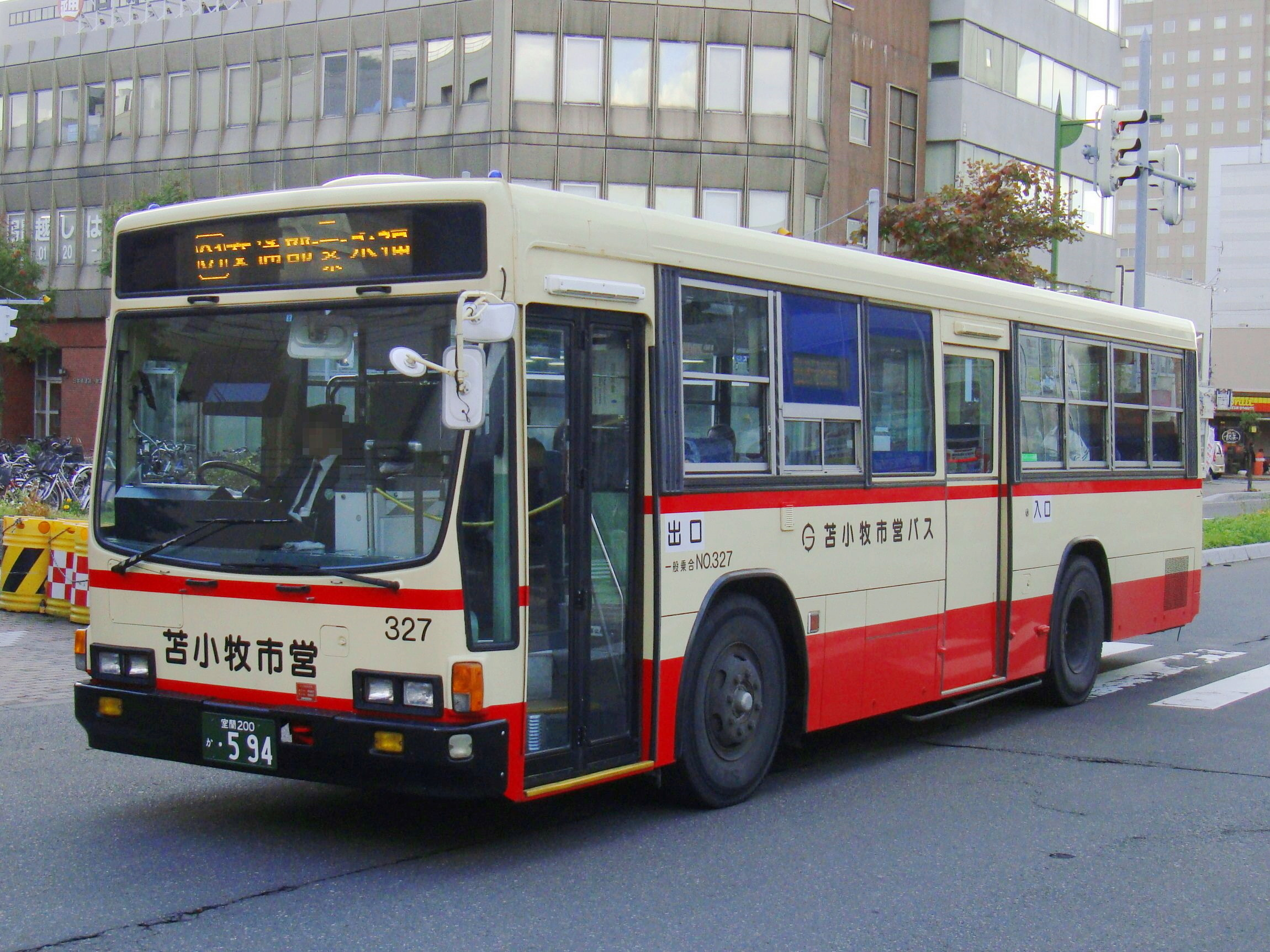
グループ外の苫小牧市営バスへの譲渡車両

## さいたま国際バス
国際興業では、バス事業の規制緩和を前にした経営効率化の流れの中で、2001年（平成13年）9月1日に子会社「さいたま国際バス」を埼玉県戸田市に設立し、2002年（平成14年）5月1日から一部路線の移管を行った。移管されたのは以下の系統である。
- 南浦06：南浦和駅 - 武蔵浦和駅 - 美女木 - 下笹目
- 南浦06-2：南浦和駅 - 武蔵浦和駅 - 美女木 - 彩湖・道満グリーンパーク - 下笹目
- 武浦01：武蔵浦和駅 - 美女木 - 彩湖・道満グリーンパーク入口 - 下笹目
- 武浦80：武蔵浦和駅 - 美女木 - 戸田車庫

同年秋からは、移管した上記路線以外の一部路線の運行管理業務の受託も開始した。このうち南浦06-2は2003年11月16日に廃止されたが、設立から僅か2年余りを経た2004年（平成16年）4月1日に同社は解散し、路線と共に国際興業バスへ統合された。

## 乗車券類

### 定期券
- 2018年6月24日まで
  - 国際興業バスの定期券は、一般の通勤・通学定期券以外に、東京都内の、「都区内フリー定期券」「近距離定期券」、埼玉県内では「鳩ヶ谷フリー定期券[25]」「白鍬・新都心フリー定期券」が発売されている。他の事業者と路線が並走している、または共同運行を実施している路線では系統によって、他の事業者の車両でも乗車可能な「共通定期券」を発売している。
  - 他に、学生向けの年間通学定期券として「ばすく〜る365」、65歳以上の利用者向けに国際興業バスの一般路線全線が乗り放題となる「彩京のびのびパス」を発売している。「彩京のびのびパス」は高速バス、深夜急行バス、サッカー輸送などの催事輸送バスおよび戸田市「toco」、蕨市「ぷらっとわらび」、川口市「みんななかまバス」、さいたま市「さいたま市コミュニティバス」、朝霞市「わくわく号」では利用できない。土曜・日曜・休日およびお盆と年末年始期間中に通勤定期券を所持している場合、同乗の家族全員が1乗車ワンコイン（100円、小学生以下は50円）となる「環境定期券」制度も導入されている。いずれの定期券も紙製である。
- 2018年6月25日以降
  - 金額式IC定期券が導入され、従来の区間式定期・「都区内フリー定期券」「近距離定期券」「鳩ヶ谷フリー定期券」「白鍬・新都心フリー定期券」などの紙式定期は廃止された。「ばすく〜る365」「彩京のびのびパス」と共同運行している会社と指定系統のみ共通利用できる「共通定期券」のみは紙式の定期のまま存続される。
- 2020年4月1日以降
  - 「ばすく〜る365」「彩京のびのびパス」は従来の紙式の定期券から金額式IC定期券へ移行されPASMOと記名式のSuicaに情報を入れるように変わったため紙式は廃止された。

### 一日乗車券
国際興業バスの一般路線全線（飯能営業所管内を除く）と、練馬区「みどりバス」、板橋区コミュニティバス「りんりんGO」、足立区コミュニティバス「はるかぜ」が一日乗り放題となる「路線バスIC一日乗車券」の取り扱いをバス車内で行っている。詳しくは公式ページ参照。

## 不祥事
- 2024年（令和6年）8月7日 : 2015年（平成27年）に入社した男性運転士が、胸ぐらを掴まれる、ロッカーにカミソリ入の脅迫文を入れられる等のパワーハラスメントを受けてうつ病・適応障害を発症したとして東京地方裁判所に提訴した[27][28]。原告は精神障害を発症した後に解雇通告を受けており、その違法性も訴えている。一連の事件の隠蔽にはさいたま労働基準監督署の職員も関与しており、それを証言する監督署職員のテレビ取材の映像も残っている。監督署に根回しを行ったのは警察OBの顧問であり、出典の報道によれば、2003年にある消費者金融に個人情報を提供し、見返りに金券や時計等を受け取り処分された人物とされている。